# Deutsche Grammatik
Die deutsche Grammatik beschreibt die grammatische Struktur der deutschen Sprache, hier verstanden als die hochdeutsche Standardsprache (im Unterschied zu den Dialekten des (Hoch-)Deutschen und zum Nieder- oder Plattdeutschen). Im Mittelpunkt stehen in diesem Artikel Wortarten, Wortbildung, Wortformen und Satzbau des Deutschen.
Das Hochdeutsche gehört innerhalb der Gruppe der germanischen Sprachen zu den kontinental-westgermanischen Sprachen, zusammen mit Niederdeutsch, Niederländisch sowie den friesischen Sprachen. Es weist mit diesen grundlegende Gemeinsamkeiten auf, vor allem sehr komplexe Regeln der Wortstellung, die auch zwischen Nebensatz und Hauptsatz unterscheiden. Das Deutsche (wie auch seine eben genannten Verwandten) lässt sich in die Wortstellungstypen, wie sie die Sprachtypologie beschreibt, schwer einordnen, denn es stellt den seltenen Fall einer Verbzweit-Sprache dar.
Die deutsche Sprache hat im Vergleich mit anderen germanischen Sprachen ein reiches System von Wortformen (Flexion) bewahrt, in einem Ausmaß wie sonst nur noch das Isländische. Deutsch unterscheidet drei Genera (grammatische Geschlechter) bei Substantiven (Hauptwörtern), mit denen die Formen der begleitenden Artikel und Adjektive übereinstimmen müssen, ferner in allen drei Wortarten vier Kasus (Fälle) und zwei Numeri (Einzahl und Mehrzahl). Hinzu kommt die sogenannte Stärkeflexion der Adjektive, die anzeigt, welche Art von Artikel vorausgeht. Deutsch markiert Formen für Tempus (Zeitform), Person und Modus (Aussageweise) am Verb (Tätigkeitswort) und nutzt Hilfsverben (haben, sein, werden) zum Ausdruck weiterer grammatischer Kategorien.
Das Deutsche zeichnet sich durch eine besonders flexible Wortbildungsfähigkeit aus. Verben erscheinen mit einem reichen System an Präfixen (Vorsilben) und Partikeln (und noch anderen Elementen), die zusammengesetzte Verben ergeben. Als typisch wird ferner der ausgiebige Gebrauch von Komposita empfunden (Haus+tür, Kegel+form, Weihnacht-s+baum+verkäufer).
Typisch für das Deutsche ist auch eine hohe Anzahl von Präpositionen (Verhältniswörtern) inklusive vieler sogenannter „Halbpräpositionen“, die in andere Wortarten übergehen, und ein reiches Inventar an Abtönungspartikeln (halt, eben, eh).

## Das Gebiet der deutschen Grammatik

### Systematik
Das Gebiet der Grammatik umfasst üblicherweise mindestens die drei Kerngebiete:
- Lautlehre (genauer gesagt Phonologie),
- Formenlehre und Wortbildung (Morphologie),
- Satzbau (Syntax).

Zusätzlich beziehen Darstellungen der deutschen Grammatik oft Rechtschreibung und Zeichensetzung mit ein, da diese auf grammatischen Prinzipien fußen. Grundsätzlich ist die Rechtschreibung aber eine Konvention, die sich unabhängig von der Sprache ändern kann; deshalb wird sie hier nicht mitbehandelt (siehe Deutsche Rechtschreibung). Auch die Aussprache des Deutschen mit der Phonologie wird in einem eigenen Artikel dargestellt.

### Arten von Grammatiken
Je nach Zielsetzung und Tradition wird die deutsche Grammatik aus verschiedenen Blickwinkeln dargestellt, was auch den Inhalt der Darstellung stark beeinflussen kann.
In älteren Behandlungen der deutschen Grammatik (z. B. bei Hermann Paul (1916) und Otto Behaghel (1928)) findet sich eine enge Verbindung von Grammatikschreibung und historischer Betrachtung. In dieser Perspektive wird die Entstehung der heutigen grammatischen Formen aus früheren Stufen als Teil einer grammatischen Gesamtschau auf die deutsche Sprache mitbehandelt. Hingegen herrscht in den meisten zeitgenössischen Grammatiken ein synchronischer Ansatz: Er zielt darauf, ein Sprachsystem zum (jeweils) gegenwärtigen Zeitpunkt zu beschreiben und damit das aktuelle Wissen der Sprachbenutzer abzubilden, von dem große Teile unbewusst erworbenes Wissen sind, das nicht auf Unterricht beruht (im Gegensatz zu dem, was für sprachhistorische Kenntnisse der Fall ist).
Hinsichtlich der Zielsetzungen kann man zunächst zwischen normativen und deskriptiven Grammatiken unterscheiden. Eine normative Grammatik verfolgt das Ziel, eine bestimmte Form der Sprache als verbindlichen Standard zu lehren. Als „grammatisch falsch“ wird dann bezeichnet, was nicht dieser Norm entspricht. Im Gegensatz hierzu ist es der Ansatz der deskriptiven (beschreibenden) Grammatik, eine Sprache so zu beschreiben, wie kompetente Muttersprachler sie tatsächlich spontan verwenden (sofern diese Verwendung systematisch vorkommt, also ohne dass sie selbst intuitiv das Gesagte als Versprecher empfinden). Es erfolgt in dieser Perspektive dann keine Unterscheidung in beispielsweise „gutes Deutsch“ (das verwendet werden soll) und „falsches bzw. schlechtes Deutsch“ (als etwas, das vermieden werden soll), sondern strittige grammatische Erscheinungen können ggf. bestimmten Sprechstilen, Textsorten oder sozialen Gruppen als typisch zugeordnet werden, aber ansonsten aus neutraler Warte dokumentiert werden. Ein deskriptiver Ansatz führt also in der Regel dazu, verschiedene Varietäten (Erscheinungsformen einer Sprache) anzuerkennen, die durch ihre soziale Bewertung charakterisiert werden können. Die Standardsprache ist dann eine von mehreren Varietäten, nur mit einer besonderen Stellung (das Deutsche ist jedoch plurizentrisch, d. h. im Deutschen zerfällt auch der Standard in verschiedene regionale Varianten). Der Begriff „grammatisch falsch“ reduziert sich in dieser Perspektive auf Wort- oder Satzformen, die in keiner Varietät einer Sprache vorkommen, oder er muss auf eine bestimmte Varietät bezogen werden. – Im erfassten Inhalt müssen sich normativ orientierte und deskriptiv orientierte Grammatiken nicht zwingend stark unterscheiden, da auch die Festlegung einer Standardvarietät erst einmal ihre Beschreibung voraussetzt. Auch können deskriptive Grammatiken normalerweise nicht die ganze Breite der Variation abdecken, sondern behandeln oft eine idealisierte Form, also eine Standardvarietät des Deutschen.
Eine folgenreiche Unterscheidung ist auch die zwischen wissenschaftlicher Grammatik und Gebrauchsgrammatik, wobei zu Gebrauchsgrammatiken insbesondere auch didaktische Grammatiken zählen, also Grammatiken, die dem Sprachunterricht dienen. Kriterien, die an eine wissenschaftliche Grammatik angelegt werden, sind vor allem Systematik und Widerspruchsfreiheit. Ihre Beschreibungskategorien sollen nicht einfach nur grammatische Erscheinungen benennen, sondern sich in einem allgemeinen System der grammatischen Struktur präzise definieren und systematisch herleiten lassen. Solche Systeme, die auch allgemein genug sind, um Sprachen verschiedenen Typs in einem einheitlichen Raster zu erfassen, werden von der Linguistik untersucht. Solche wissenschaftlichen Arbeiten können auch als „Problemgrammatiken“ charakterisiert werden. Sie haben nicht unbedingt den Anspruch einer vollständigen Beschreibung aller grammatischen Phänomene einer Sprache, sondern untersuchen oft nur ausgewählte Bereiche im Licht einer bestimmten Methodik, diese dann aber häufig auch sprachvergleichend. In Gebrauchsgrammatiken des Deutschen, z. B. Lehrwerke für Deutsch als Fremdsprache, werden Regeln eher unter der Perspektive formuliert, Lernern bestimmte Lernschritte und die Aneignung bestimmter kommunikativer Fähigkeiten zu vermitteln und sie zu einer intuitiven Beherrschung der Sprache anzuleiten. Darstellungen von Regeln der deutschen Grammatik aus Sprachlehrwerken und aus wissenschaftlichen Werken können sich teils deutlich unterscheiden. In dem hier vorliegenden Artikel geht es um die Beschreibung der deutschen Grammatik, nicht um ihre Vermittlung, daher ist in der Darstellung die Sichtweise von Gebrauchsgrammatiken im Zweifelsfall weniger stark gewichtet.

## Die Wortarten des Deutschen
Über die genaue Anzahl und Einteilung der Wortarten des Deutschen besteht keine vollständige Einigkeit, es kann jedoch zunächst eine Gruppe von Haupt-Wortarten unterschieden werden, die besonders wichtig und auch unstrittig sind, vor allem Substantiv, Verb und Adjektiv. Diese sind zum einen im Deutschen flektierbar, d. h., bilden verschiedene Wortformen (auch: Beugungsformen) aus. Zugleich stellen sie auch die zahlenmäßig größten Klassen dar. Letzteres ergibt sich aus ihrer Eigenschaft, „offene Klassen“ zu sein, d. h., sie können durch regelmäßige Verfahren der Wortbildung, aber auch durch Entlehnung beliebig um neue Wörter erweitert werden. Sie sind ferner auch Inhaltswörter (im Gegensatz zu Wörtern, die nur grammatische Funktion tragen; zu beachten ist hierbei allerdings die Existenz von Hilfsverben, die zwar zu den Verben, aber nicht zu den Inhaltswörtern zählen).
Unter geschlossenen Klassen versteht man im Gegensatz dazu Wortarten, die nicht regelmäßig durch neue Mitglieder erweitert werden können. Neue Mitglieder können hier allenfalls durch nicht vorhersagbare Übergänge entstehen, die einzelne Wörter betreffen. Unter den geschlossenen Klassen finden sich auch Wörter, die keine inhaltliche Bedeutung tragen, sondern grammatische Information ausdrücken, zum Beispiel Artikel und manche Präpositionen (siehe unten).

### Substantiv, Verb, Adjektiv als Haupt-Wortarten
Die drei Wortarten Substantiv, Verb und Adjektiv zeichnen sich im Deutschen dadurch aus, dass sie reiche Flexionsformen ausbilden. Sie sind auch die Klassen, die am regelmäßigsten an Prozessen der Wortbildung teilnehmen, wodurch sie ineinander überführt werden können (siehe unten):
- Substantive flektieren für die Merkmale Kasus (Nominativ, Genitiv, Dativ, Akkusativ) und Numerus (Singular, Plural).
- Adjektive sind im Deutschen eine offene Klasse (sind dies jedoch nicht in allen Sprachen). Sie zeigen Flexionsformen für die Merkmale Kasus-Numerus-Genus sowie stark/schwach.
- Verben können zum einen verschiedene Formen des Infinitivs annehmen, zum anderen in finiten Formen erscheinen, die Tempus, Modus sowie Kongruenz mit dem Subjekt markieren. Die finiten Wortformen des Verbs selbst beschränken sich dabei auf eine Serie von Formen des Präsens (Gegenwart) und eine Serie von Formen des Präteritums (Vergangenheit), bei jeder davon Indikativ und Konjunktiv. Alle weiteren Zeitstufen des Deutschen beruhen nicht auf Wortformen, sondern auf Verbindungen mit Hilfsverben (die ihrerseits dieselben Wortformen zeigen wie die Vollverben). Anders als im Englischen gibt es im Deutschen keine Hinweise darauf, dass Hilfsverben einer anderen grammatischen Kategorie angehören als Vollverben.[6]

### Weitere flektierbare Wortarten (deklinierbar)
- Artikel (kontrovers): Diese Klasse umfasst den definiten (bestimmten) und den indefiniten (unbestimmten) Artikel. Artikel leiten Substantivgruppen ein, mit denen sie in den Flexionsmerkmalen übereinstimmen.
In der jüngeren Linguistik wird statt der Artikel manchmal die mehr Wörter umfassende Klasse der Determinative (unter anderem auch Artikelwörter genannt) angesetzt.
- Pronomina (kontrovers):

Pronomina werden traditionell als eigene Wortart neben den andern Wortarten aufgeführt, sind allerdings schwer abgrenzbar. Vor allem in der linguistisch orientierten Literatur werden Pronomina oft gar nicht als eigene Wortart geführt, sondern auf die verschiedenen anderen Wortarten, die sie ersetzen können, aufgeteilt.
Traditionell werden neben eindeutig pronominalen Elementen als Pronomen auch diejenigen Varianten von Artikeln bezeichnet, die selbständig gebraucht werden (z. B. das zweite Vorkommen von einen in: „Ich will einen Kaffee. – Ich will auch einen“). Zum anderen aber werden auch manche Begleiter des Substantivs trotz ihrer Ähnlichkeit zu Artikeln generell als Pronomen bezeichnet. Dies ist der Fall für Possessiva, sowie für eine Variante des indefiniten Artikels, die eine Verneinung ausdrückt: die Form kein. Diese Form verhält sich in allem als eine Verbindung aus „k + ein“, mit dem einzigen Unterschied, dass kein auch einen Plural hat. Der Formenbestand von kein gleicht dem des Possessivums mein.
Zu beachten ist, dass Adverbien, die die Funktion von „Pro-Formen“ haben, nicht als Pronomina klassifiziert werden, da sie keine Deklinationsformen aufweisen (Pronominaladverbien wie davor oder Relativadverbien wie relativsatzeinleitendes wie, wohin etc.).
- Im Übrigen ist insgesamt die genaue Abgrenzung zwischen Artikeln, Pronomina und Adjektiven, zusammen mit eventuellen weiteren Klassen wie Quantoren, Zahlwörtern etc. umstritten. Die Dudengrammatik setzt summarisch eine Wortart „Artikelwörter und Pronomen“ an[9] und rechnet Zahlwörter zu den Adjektiven.[10]
- Partizipien (kontrovers): Siehe unten im Abschnitt Partizipien als Sonderfall zwischen Wortbildung und Konjugation

### Unflektierbare Wortarten
- Adverbien: Als Adverbien werden Wörter bezeichnet, die Verben, Adjektive, Präpositionen oder größere Einheiten, die aus diesen gebildet werden, modifizieren, und die keine Verwendungen haben, in denen sie Flexion zeigen.[11] Sie können vereinzelt auch selbst abhängige Ergänzungen haben. Die geschilderten Funktionen können allerdings im Deutschen auch von Adjektiven in der Funktion einer adverbiellen Bestimmung übernommen werden. Adverbien sind hierbei nur die Wörter, die sich nicht auf Adjektive zurückführen lassen:

| ein häufiger Fehler (Adjektiv) – Das geht häufig schief (adverbielle Verwendung des Adjektivs) |
| ein Fehler, der oft vorkommt (Adverb)                                                          |

Adverbien zählen im Deutschen als eine offene Klasse, weil es einige wenige Fälle von produktiven Endungen gibt, die für bestimmte adverbielle Verwendungen an Adjektive angefügt werden (siehe unten).
Die folgenden Wortarten bilden hingegen geschlossene Klassen:
- Präpositionen: Sie sind nichtflektierbare Wörter, die mit genau einer Ergänzung verbunden werden, meist einer Substantiv-Gruppe, der sie dann einen Kasus zuweisen. Vertreter dieser Wortart kommen im Deutschen vor- und nachgestellt vor, der Einfachheit halber werden jedoch oft auch die nachgestellten als „Präpositionen“ bezeichnet, obwohl für sie die Bezeichnung Postposition passender wäre. Für diesen erweiterten Begriff der Präposition gibt es auch die treffendere Bezeichnung Adposition.
- Konjunktionen: Diese zerfallen in zwei Untertypen: Nebenordnende Konjunktionen, die zwei gleichartige Satzteile verbinden (egal welcher Art), sowie unterordnende Konjunktionen, die Nebensätze einleiten.
- Partikeln im engeren Sinne und Interjektionen: Sie bilden eine Restklasse, deren Abgrenzung von den Adverbien (s. o.) strittig ist. Sie bilden keinerlei Wortformen aus, verlangen keine Ergänzungen und werden in der germanistischen Tradition überdies dadurch definiert, dass sie im Gegensatz zu Adverbien „nicht vorfeldfähig“ sind, d. h. sie können nicht an erster Stelle eines Hauptsatzes vor dem finiten Verb stehen. Interjektionen sind völlig unabhängige Wörter, Partikeln können teilweise dazu dienen, andere Wörter wie Adjektive und Adverbien zu modifizieren.

## Wortbildung

### Derivation

#### Derivationsbeziehungen in den offenen Wortklassen
Unter Derivation versteht man in erster Linie die Bildung neuer Wörter aus einem vorhandenen Stamm durch Anhängen eines Affixes (für Probleme wie Derivation mittels Umlaut oder ganz ohne Markierung siehe den Hauptartikel). Die drei Haupt-Wortklassen Substantiv, Adjektiv und Verb können auf diese Weise regelmäßig ineinander überführt werden, was gerade ein Grund ist, der sie zu offenen Klassen macht (die Bedeutungsfunktion der Affixe wird hier nicht betrachtet):
| frei (Adj.) → Frei-heit (Subst.)           |
| Freiheit (Subst.) → freiheit-lich (Adj.)   |
|                                            |
| trenn(en) (Vb.) → Trenn-ung (Subst.)       |
| Computer (Subst.) → computer-isieren (Vb.) |
|                                            |
| mach(en) (Vb.) → mach-bar (Adj.)           |
| aktiv (Adj.) → aktiv-ieren (Vb.)           |

Adverbien nehmen in eingeschränkter Form an diesem System teil. Adjektive haben eine Verwendung als Adverbial der Art und Weise in unveränderter Form, jedoch können Adverbien in anderer Funktion (als Satzadverbien) mit einem Affix -weise gebildet werden.
| glücklich: – ein glücklicher Zufall (Adjektiv) – Glücklicherweise ist es so gekommen. (Adverb)     |
| ungeschickt: – eine ungeschickte Bewegung (Adjektiv) – Ungeschickterweise hat er es fallen lassen. |

Eine andere produktive Möglichkeit der Derivation von Adverbien bietet die Affigierung von -s; siehe Adverbien wie aufwärt-s, link-s, nächsten-s, damal-s usw.
Ebenfalls kann in einzelnen Fällen mit der Endung -ig aus einem Adverb ein Adjektiv abgeleitet werden:
| allein – alleinig, ehemals – ehemalig |

#### Abgeleitete Verben
Für den Verbwortschatz des Deutschen charakteristisch ist ein reiches System von Präfixen und (verbalen) Partikeln. (Letztere sind von Partikeln als Wortart zu unterscheiden, daher manchmal auch „Verbzusätze“ genannt).
Mit Präfixen und Verbpartikeln können aus einem Verbstamm viele Verben mit teils nicht vorhersagbaren neuen Bedeutungen gebildet werden. Die Unterscheidung zwischen Präfix und Partikel bezieht sich darauf, dass Partikeln von Verben getrennt werden können, Präfixe jedoch nicht:
| Abtrennbar: Partikel (z. B. um, ab, ein)                       |
| umsteigen – Wir steigen hier um – Durchfahren ohne umzusteigen |
|                                                                |
| Nicht abtrennbar: Präfixe (z. B. be-, ver-, um-(!) )           |
| umfahren – Wir umfahren den Stau. – den Stau zu umfahren       |

Die Frage, ob verbale Präfixe und Partikeln auch in regulärer Weise zu den Wortbildungsaffixen zählen sollen, ist strittig, da Präfixe im Vergleich zu Suffixen manche besondere Eigenschaften aufweisen. Sie können allerdings die Transitivität eines Verbs verändern sowie auch neue Bedeutungen bewirken, etwa in dem Verbpaar: arbeiten (intransitiv) – etwas bearbeiten (transitiv). In manchen Fällen hat man überdies Verben vor sich, die außer Präfix/Partikel nur eine nominale Wurzel enthalten, z. B. Dach – überdachen.

### Komposition
Unter Komposition versteht man die Bildung von zusammengesetzten Wörtern, d. h. Weiterbildung nicht durch Anhängen einer Endung, sondern durch Verbindung mit einem kompletten zweiten Wortstamm. Wie in der Mehrzahl der Sprachen bestimmt auch im Deutschen der rechte Teil die Merkmale des gesamten Kompositums (das Rechtsglied ist also der Kopf). Auch sonst unterscheiden sich die Kompositionsmöglichkeiten des Deutschen nicht wesentlich von anderen Sprachen, ein auffälliger Unterschied besteht nur darin, dass die deutsche Rechtschreibung die Zusammenschreibung von Komposita vorsieht (wogegen z. B. im Englischen die Teile überwiegend separat geschrieben werden).
Die wichtigsten Typen von Komposita sind im Deutschen zusammengesetzte Substantive (also mit Substantiv als Rechtsglied, unten abgekürzt als „N“) und zusammengesetzte Adjektive („A“), z. B.:
| Sonnen + brille | (N + N) |
| Rot + wein      | (A + N) |
| Rühr + gerät    | (V + N) |
|                 |         |
| see + krank     | (N + A) |
| nass + kalt     | (A + A) |
| lern + fähig    | (V + A) |

Hingegen sind zusammengesetzte Verben nur eingeschränkter zu finden, etwa in Bildungen wie „rührbraten“ oder „drehbohren“. Bei Bildungen wie „kopfstehen“ entsteht die Frage, ob es sich überhaupt um Wortbildung handelt und nicht um eine syntaktische Verbindung, weil diese Verbindungen im deutschen Hauptsatz getrennt werden, im Gegensatz zu Fällen der Wortbildung, die nicht getrennt werden können, genau deshalb aber Probleme aufwerfen und bei Voranstellung im Satz wenig akzeptabel sind:
| Sie kann problemlos eine Stunde kopfstehen.  | – | Sie „steht“ seit einer Stunde „kopf“.             |
| Danach 3 Minuten rührbraten. (im Kochrezept) | – | * Man „brät“ es 3 Minuten „rühr“. (ungrammatisch) |

## Bildung von Wortformen: Deklination
In der klassischen, am Lateinischen orientierten Grammatik bezeichnet der Ausdruck „Nomen im weiteren Sinne“ eine übergeordnete Kategorie, die Substantive, Adjektive und Pronomina umfasst. Ihre Flexion (d. h. Ausbildung von Wortformen) wird insgesamt als „Deklination“ bezeichnet; dies gilt auch für die Flexion der Artikel.
Die Merkmale, nach denen im Deutschen dekliniert wird, sind
- Numerus (bei allen deklinierbaren Wortarten)
- Kasus (alle)
- Genus (beim Substantiv festliegend, bei den anderen Wortarten Angleichung (Kongruenz))
- stark-gemischt-schwach als Flexionsmerkmal von Adjektiven

Dieses letztere Merkmal bezeichnet eine variable Form bei Adjektiven, mit der sie auf die Art des begleitenden Artikels reagieren – zu unterscheiden von der Bezeichnung der Deklinationsklassen von Substantiven als „stark/gemischt/schwach“, was kein variables Merkmal darstellt und auch keine Anpassung der Formen anderer Wortarten auslöst, siehe Deutsche Deklination#Starke, schwache und gemischte Deklinationen von Substantiven

### Verfahren der nominalen Flexion
Beim Substantiv stellt der Nominativ Singular die Grundform dar. Der Plural der Substantive kann durch verschiedene Verfahren angezeigt werden:
1. Anhängen eines Suffixes – z. B. das Rohr → die Rohre
2. die Variation eines Vokals (Umlaut) – z. B. die Mutter → die Mütter
3. beide Mittel – z. B. der Baum → die Bäume
4. Belassen der Grundform – z. B. der Lehrer → die Lehrer
5. eine besondere Pluralendung mit Stammveränderung (meist bei Fremdwörtern) – z. B. der Atlas – die Atlanten

In allen übrigen Fällen werden Merkmale durch Endungen ausgedrückt, oder sie erhalten gar keine sichtbare Markierung.

### Numerus der Substantive
Das Deutsche unterscheidet Singular (Einzahl) und Plural (Mehrzahl) als Numerusmerkmale. Folgende Grundregeln der Pluralbildung gelten für etwa 70 % der Substantive:
- Maskuline und neutrale Substantive bilden den Plural mit -e (oft mit zusätzlichem Umlaut): Dinge, Bäume, Substantive.
- Feminina bilden den Plural mit -(e)n: Frauen, Kugeln, niemals mit Umlaut.
- Viele Eigennamen, einige Abkürzungen, viele Fremdwörter, Onomatopoetika und Substantive, die in der Grundform auf einen unbetonten Vollvokal enden, bilden den Plural mit -s: Müllers, Unis, Tests, Autos, Töff-töffs, Omas.

Es existieren einige speziellere Muster als Ausnahmen hierzu:
- Einige Maskulina und Neutra bilden den Plural auf „-(e)n“: Bären, Boten.
- Einige einsilbige Maskulina und Neutra bilden den Plural auf „-er“ (oft mit zusätzlichem Umlaut): Häuser, Kinder, Männer.
- Einige Feminina bilden den Plural auf „-e“ (immer mit zusätzlichem Umlaut): Bänke, Kühe, Nöte.
- Wenige Feminina bilden den Plural ohne Suffix, aber mit Umlaut: Mütter, Töchter.
- Die meisten Maskulina/Neutra auf „-el“, „-en“, „-er“, „-lein“ oder „-chen“ sowie einige Neutra die mit „Ge-“ beginnen und auf „-e“ enden stehen auch im Plural in der Grundform: Mädchen, Wagen, Lehrer, Gebilde.

Fremd- und Fachwörter, die aus dem Lateinischen, einer romanischen Sprache oder dem Griechischen stammen, haben eine Singularendung aus der Ursprungssprache (z. B. -us, -a, -um, -on), bilden den Plural aber entsprechend den Möglichkeiten der deutschen Sprache:
- der Atlas → die Atlanten (auch: die Atlasse)
- der Mechanismus → die Mechanismen
- die Pizza → die Pizzen (auch: die Pizzas)
- das Solo → die Soli (auch: die Solos)
- das Taxi → die Taxen (auch: die Taxis)
- das Visum → die Visa oder die Visen
- das Stadion → die Stadien

Es gibt einige wenige Wörter, bei denen zwei bis zu maximal vier Pluralbildungen vorkommen, wobei die Bedeutung der beiden sich unterscheiden kann:
- Wort → die Worte (z. B. in Dankesworte), Wörter (z. B. in Wörterbuch)
- Junge → Jungen, Jungs
- Mann → Männer, Mannen (z. B. in Etzels Mannen), Mann (z. B. in drei Mann)

Zu erwähnen ist auch, dass Substantive wie Kaufmann/Kauffrau oder Obmann/Obfrau ihren Plural meist geschlechtsneutral durch Anhängen von „-leute“ (anstelle von „-männer“ oder „-frauen“) bilden: Kaufleute, Obleute.
Die Deklination eines Substantivs kann sowohl im Singular als auch im Plural erfolgen, es existiert also z. B. neben dem Dativ Singular auch ein Dativ Plural eines jeden Substantivs. Die unterschiedlichen Pluralendungen sind auch ausschlaggebend für die Einordnung des Substantivs in eine Deklinationsklasse.

### Genus der Substantive
Das Deutsche kennt drei Genera ((Wort-, Sprach-)Geschlechter):
- Maskulinum (männliches Geschlecht)
- Femininum (weibliches Geschlecht)
- Neutrum (sächliches Geschlecht)

Im Plural verschwindet die Unterscheidung zwischen den Genera (z. B. beim Artikel), im Gegensatz zu den meisten romanischen Sprachen.
Wenngleich keine wirklichen Regeln existieren, lassen sich bezüglich der Wortendungen doch Regelmäßigkeiten in der Zuordnung der Genera beobachten:
- Maskulinum

Viele typische Endungen für Maskulina bezeichnen Personen, z. B. -är, -and, -ant, -ast, -at, -er, -et, -eur, -ier, -iker, -ikus, -ist, -ling, -ologe, -or. Auch die Endungen -asmus und -ismus deuten auf das männliche Geschlecht hin (der Pleonasmus, der Sozialismus). Das Anhängen der Nachsilbe -in führt zur entsprechenden weiblichen Personenbezeichnung (der Millionär → die Millionärin, der Soziologe → die Soziologin).
- Femininum

Fast alle Substantive, die auf -a enden, sind weiblichen Geschlechts. Auch die auf -e endenden Substantive sind zumeist weiblich, eine größere Ausnahme bildet jedoch die Gruppe der auf -e endenden Personenbezeichnungen (der Bote, der Schwede, der Rüde). Zudem determinieren die Endungen -heit, -keit, -schaft und -ung ein weibliches Genus. Dafür typisch sind auch die Fremdwortendungen -ade, -age, -anz, -ase, -ei, -elle, -enz/-ienz, -ere/-iere, -ette, -ie, -ik, -ion/-tion, -itis, -ive, -ose, -sis, -ur.
- Neutrum

Die diminuierenden Endsilben -chen und -lein lassen jedes Substantiv – gleich welchen Geschlechts – zum Neutrum werden (der Engel → das Engelein, die Frau → das Frauchen). Auch Sammelbezeichnungen, die mit der Silbe „Ge-“ beginnen, sind sämtlich Neutra (Gebüsch, Gespräch, Getrommel).
Auffallend ist, dass sich Sexus (natürliches Geschlecht) und Genus (grammatikalisches Geschlecht) unterscheiden können, (die Geisel, das Kind, das Mädchen, der Trampel, das Weib, das Pferd).
Zudem gibt bei einigen Substantiven einzig das Geschlecht Auskunft über die jeweilige Bedeutung: So bezeichnet z. B. der Verdienst ein Gehalt oder Einkommen, das Verdienst dagegen die Leistungen einer Person oder Institution (bedeutungsverwandte Substantive).

### Kasus der Substantive
Die vier Kasusformen, die im Deutschen unterschieden werden, sind:
- Nominativ (Wer-Fall, 1. Fall)
- Genitiv (Wes(sen)-Fall, 2. Fall)
- Dativ (Wem-Fall, 3. Fall)
- Akkusativ (Wen-Fall, 4. Fall).

Die Bezeichnungen der Fälle durch eine Nummerierung wie oben entspricht der üblichsten Art der Auflistung; zu beachten ist dabei aber, dass manchmal auch andere Reihenfolgen der Auflistung benutzt werden, z. B. Nominativ – Akkusativ – Dativ – Genitiv (nach der Häufigkeit des Auftretens). Im Gegensatz etwa zu der altgriechischen, lateinischen und polnischen Sprache existiert im Deutschen kein eigenständiger Vokativ (Anredefall), sondern Anreden stehen normalerweise im Nominativ: „Kater, verzieh dich!“ oder „Peter, komm doch endlich zum Essen!“ Ausgenommen sind einige Fremdwörter aus dem Lateinischen, bei denen die lateinische Vokativform verwendet werden kann (z. B. Jesus → Jesu, Christus → Christe).
Die Kasusformen der deutschen Substantive sind in folgender Tabelle aufgeführt. Es ergeben sich übergeordnete Typen, die als „stark deklinierte Substantive“ (hier Klassen S1 bis S7) bezeichnet werden, ferner „schwach deklinierte Substantive“ (hier Klassen W1-W2), „Mischformen“ (hier M1-M2) und Sonderformen (hier F1-F2). Insgesamt ist zu sehen, dass vor allem der Genitiv Singular männlicher und sächlicher Substantive eine deutliche Markierung aufweist (-(e)s); im Dativ Singular ist eine spezifische Endung (-„e“) recht selten geworden (im Falle, dem Manne); im Dativ Plural haben sämtliche Substantive (mit Ausnahme einiger Fremdwörter) eine eigene Endung -„n“, die an der jeweiligen Pluralform folgt (von Fremdwörtern, bei Männern, unter Jugendlichen).
Die nachfolgend aufgelisteten Endungen werden an den Stamm des jeweiligen Substantivs wie im Beispiel angehängt. Das Symbol „⸚“ bedeutet Umlautung im Deklinationsstamm, das Zeichen „-∅“ heißt keine Endung wird angehängt. Die nach dem Namen der Deklinationsklasse angegebenen Endung sind jeweils die des Genitiv Singular und des Nominativ Plural.
| Numerus | Nominativ | Genitiv | Dativ    | Akkusativ |
| S1 (m./n.): -(e)s, ⸚e (z. B. der Berg → des Berg(e)s, die Berge ODER der Baum → des Baum(e)s, die Bäume)     |           |         |          |           |
| Singular | -∅        | -(e)s   | -(e)     | -∅        |
| Plural | ⸚e        | ⸚e      | ⸚en      | ⸚e        |
| S2 (m./n.): -(e)s, ⸚er (z. B. das Bild → des Bild(e)s, die Bilder ODER der Wald → des Wald(e)s, die Wälder)  |           |         |          |           |
| Singular | -∅        | -(e)s   | -(e)     | -∅        |
| Plural | ⸚er       | ⸚er     | ⸚ern     | ⸚er       |
| S3 (f.): -∅, ⸚e (z. B. die Kraft → der Kraft, die Kräfte)                                                    |           |         |          |           |
| Singular | -∅        | -∅      | -∅       | -∅        |
| Plural | ⸚e        | ⸚e      | ⸚en      | ⸚e        |
| S4 (m./n.): -(e)s, -e (z. B. das Schaf → des Schaf(e)s, die Schafe)                                          |           |         |          |           |
| Singular | -∅        | -(e)s   | -(e)     | -∅        |
| Plural | -e        | -e      | -en      | -e        |
| S5 (m./n.): -s, ⸚∅ (z. B. der Boden → des Bodens, die Böden)                                                 |           |         |          |           |
| Singular | -∅        | -s      | -∅       | -∅        |
| Plural | ⸚∅        | ⸚∅      | ⸚n       | ⸚∅        |
| S6 (f.): -∅, ⸚∅ (NUR die Mutter → der Mutter, die Mütter UND die Tochter → der Tochter, die Töchter)         |           |         |          |           |
| Singular | -∅        | -∅      | -∅       | -∅        |
| Plural | ⸚∅        | ⸚∅      | ⸚n       | ⸚∅        |
| S7 (m./n.): -s, -∅ (z. B. der Jäger → des Jägers, die Jäger)                                                 |           |         |          |           |
| Singular | -∅        | -s      | -∅       | -∅        |
| Plural | -∅        | -∅      | -n       | -∅        |
| W1 (m./n.): -(e)n, -(e)n (z. B. der Bär → des Bären, die Bären ODER der Bauer → des Bauern, die Bauern)      |           |         |          |           |
| Singular | -∅        | -(e)n   | -(e)n    | -(e)n     |
| Plural | -(e)n     | -(e)n   | -(e)n    | -(e)n     |
| W2 (f.): -∅, -(e)n (z. B. die Meinung → der Meinung, die Meinungen)                                          |           |         |          |           |
| Singular | -∅        | -∅      | -∅       | -∅        |
| Plural | -(e)n     | -(e)n   | -(e)n    | -(e)n     |
| M1 (m./n.): -(e)s, -(e)n (z. B. der Staat → des Staat(e)s, die Staaten ODER das Auge → des Auges, die Augen) |           |         |          |           |
| Singular | -∅        | -(e)s   | -(e)     | -∅        |
| Plural | -(e)n     | -(e)n   | -(e)n    | -(e)n     |
| M2 (m./n.): -(e)ns, -(e)n (z. B. der Name → des Namens, die Namen ODER das Herz → des Herzens, die Herzen)   |           |         |          |           |
| Singular | -∅        | -(e)ns  | -(e, en) | -(n)      |
| Plural | -(e)n     | -(e)n   | -(e)n    | -(e)n     |
| F1 (m./n.): -s, -s (z. B. das Radio → des Radios, die Radios)                                                |           |         |          |           |
| Singular | -∅        | -s      | -∅       | -∅        |
| Plural | -s        | -s      | -s       | -s        |
| F2 (f.): -∅, -s (z. B. die Kamera → der Kamera, die Kameras)                                                 |           |         |          |           |
| Singular | -∅        | -∅      | -∅       | -∅        |
| Plural | -s        | -s      | -s       | -s        |

Zusammenfassend können die Typen so charakterisiert werden:
- stark zu deklinierende Substantive (Klassen S1 bis S7)

Die Substantive in dieser Klasse besitzen die Genitivendung „-(e)s“ und/oder erhalten bei der Pluralbildung einen Umlaut im Wortstamm. Es werden nur die Vokale a → ä, au → äu, o → ö und u → ü umgelautet. Ist keiner dieser Vokale im Wortstamm vorhanden, so wird nicht umgelautet. Die Umlautung von Doppelvokalen wie erfolgt zu einfachem Umlaut (z. B. Saal → Säle). Ferner sind Nominativ und Akkusativ auch im Singular stets identisch; bei Maskulina und Neutra kann im Dativ Singular die Endung „-(e)“ angefügt werden. Die Endung „-(e)n“ kommt hier ausschließlich im Dativ Plural vor.
- schwach zu deklinierende Substantive (Klassen W1 und W2)

Die Substantive in dieser Klasse besitzen weder die Genitivendung „-(e)s“ noch erfolgt eine Umlautung. Vielmehr ist hier die Endung „-(e)n“ in diversen Kasus (v. a. im Plural) kennzeichnend. Diese entfällt in der Umgangssprache bisweilen, muss jedoch in der Standardsprache stehen.
- Mischformen (Klassen M1 und M2)

Die Substantive in dieser Klasse sind ausnahmslos Maskulina und Neutra. Die Flexion erfolgt als Mischung aus starker und schwacher Deklination, d. h., der Singular wird stark dekliniert (Genitivendung „-(e)s“ in M1 bzw. „-(e)ns“ in M2) und der Plural schwach (keine Umlautung, Pluralendung „-(e)n“).
- besondere Arten der Deklination (Klassen F1 und F2)

Bei Fremdwörtern und bei Wörtern, die auf Vollvokal enden (Papa, Mama) erfolgt die Deklination oft auf andere Art und Weise, z. B. nach F1 oder F2. Zum Teil ist die Deklination von Fremdwörtern aber auch eingedeutscht, d. h., sie werden nach einer der oben genannten Klassen dekliniert. So werden z. B. zahlreiche Fremdwörter auf „-and“, „-ant“, „-at“, „-ent“, „-et“, „-it“, „-ist“ und „-ot“ nach Klasse W1 flektiert.

### Deklination der Artikel
Das Deutsche kennt zumindest zwei Arten von Artikeln, die sich hinsichtlich der Definitheit unterscheiden: der bestimmte (definite) Artikel „der (die, das)“ sowie der unbestimmte (indefinite) Artikel „ein (eine, ein)“. Eventuell sollte auch eine verneinte Form des Indefinitums, nämlich kein, dazugezählt werden (siehe oben unter „Wortarten“ zu den Abgrenzungsschwierigkeiten bei Artikeln und Pronomen).
Die Artikel werden nach Kasus, Numerus und Genus dekliniert, wie in untenstehender Tabelle aufgeführt. Die Formen des Artikels sind Kongruenzformen, d. h., richten sich nach den Merkmalen des Substantivs, das sie begleiten. Da nicht alle Kasusmerkmale am Substantiv ausgedrückt werden, ergibt oft erst die Kasusmarkierung am Artikel oder die Kombination aus Artikel und Substantiv eine eindeutige Kasusmarkierung.
Der unbestimmte Artikel ist mit dem attributiven Zahlwort für die Zahl eins identisch. Im Deutschen hat er – im Gegensatz z. B. zum Französischen – keine Pluralform. Daneben kann der unbestimmte Artikel auch selbständig in der Art eines Pronomens verwendet werden und kann dann auch Pluralformen aufweisen, z. B. in die einen – die anderen.
| Singular  | Maskulinum | Femininum | Neutrum | Plural |
| Nominativ | der        | die       | das     | die    |
| Genitiv   | des        | der       | des     | der    |
| Dativ     | dem        | der       | dem     | den    |
| Akkusativ | den        | die       | das     | die    |

| Singular  | Maskulinum | Femininum | Neutrum |
| Nominativ | ein        | eine      | ein     |
| Genitiv   | eines      | einer     | eines   |
| Dativ     | einem      | einer     | einem   |
| Akkusativ | einen      | eine      | ein     |

Die Deklination der männlichen Artikel ist am ausgeprägtesten und unterscheidet sowohl bei bestimmten als auch bei unbestimmten Artikeln deutlich. Die sächlichen Artikel sind in ihrer Deklination mit den männlichen im Genitiv und Dativ identisch. Hingegen besteht im Singular der weiblichen Deklination ein Synkretismus zwischen Nominativ und Akkusativ sowie zwischen Genitiv und Dativ. Die Unterscheidung in grammatikalische Geschlechter fällt im Plural völlig weg, was das Deutsche von allen romanischen Sprachen unterscheidet.

### Deklination der Pronomina
In der deutschen Grammatik werden Pronomen (Fürwörter) üblicherweise in sieben Kategorien eingeteilt: Personalpronomen, Possessivpronomen, Relativpronomen, Reflexivpronomen, Demonstrativpronomen, Indefinitpronomen und Interrogativpronomen. Eine Eigenheit der deutschen (wie z. B. auch der griechischen) Sprache ist es, dass man anstelle von Nomen nicht nur „echte“ Pronomen, sondern auch dem Artikel ähnliche Ausdrücke wie die Demonstrativa (dieser) verwenden kann: Der spinnt doch! / Woher kenne ich die bloß?

#### Personalpronomen
Personalpronomen (persönliche Fürwörter) stehen für Personen und Dinge, z. B. ich, ihm, euch.
| \| \| 1. Pers. Sg. \| 2. Pers. Sg. \| 3. Pers. Sg. \| 1. Pers. Pl. \| 2. Pers. Pl. \| 3. Pers. Pl. \| natürlich: 2. Pers. (Sg. & Pl.) grammatisch: 3. Pers. Pl. \| \| Nominativ \| ich \| du \| er/sie/es \| wir \| ihr \| sie \| Sie \| \| Genitiv \| meiner \| deiner \| seiner/ihrer/seiner \| unser \| euer \| ihrer \| Ihrer \| \| Dativ \| mir \| dir \| ihm/ihr/ihm \| uns \| euch \| ihnen \| Ihnen \| \| Akkusativ \| mich \| dich \| ihn/sie/es \| uns \| euch \| sie \| Sie \| |              |              |                     |              |              |              |                                                           |
| | 1. Pers. Sg. | 2. Pers. Sg. | 3. Pers. Sg.        | 1. Pers. Pl. | 2. Pers. Pl. | 3. Pers. Pl. | natürlich: 2. Pers. (Sg. & Pl.) grammatisch: 3. Pers. Pl. |
| Nominativ | ich          | du           | er/sie/es           | wir          | ihr          | sie          | Sie                                                       |
| Genitiv | meiner       | deiner       | seiner/ihrer/seiner | unser        | euer         | ihrer        | Ihrer                                                     |
| Dativ | mir          | dir          | ihm/ihr/ihm         | uns          | euch         | ihnen        | Ihnen                                                     |
| Akkusativ | mich         | dich         | ihn/sie/es          | uns          | euch         | sie          | Sie                                                       |

#### Possessivpronomen
Possessivpronomen (besitzanzeigende Fürwörter) drücken ein Zugehörigkeits-, Eigentums- oder Besitzverhältnis aus und stehen in der Regel als Begleiter eines Nomens, z. B. mein Haus, ihrer Katze, eurem Auto, seinen Hund.
| \| \| 1. Pers. Sg. \| 2. Pers. Sg. \| 3. Pers. Sg. \| 1. Pers. Pl. \| 2. Pers. Pl. \| 3. Pers. Pl. \| natürlich: 2. Pers. (Sg. & Pl.) grammatisch: 3. Pers. Pl. \| \| Nominativ \| mein/meine/mein \| dein/deine/dein \| sein/seine/sein ihr/ihre/ihr \| unser/unsere/unser \| euer/eure/euer \| ihr/ihre/ihr \| Ihr/Ihre/Ihr \| \| Genitiv \| meines/meiner/meines \| deines/deiner/deines \| seines/seiner/seines ihres/ihrer/ihres \| unseres/unserer/unseres \| eures/eurer/eures \| ihres/ihrer/ihres \| Ihres/Ihrer/Ihres \| \| Dativ \| meinem/meiner/meinem \| deinem/deiner/deinem \| seinem/seiner/seinem ihrem/ihrer/ihrem \| unserem/unserer/unserem \| eurem/eurer/eurem \| ihrem/ihrer/ihrem \| Ihrem/Ihrer/Ihrem \| \| Akkusativ \| meinen/meine/mein \| deinen/deine/dein \| seinen/seine/sein ihren/ihre/ihr \| unseren/unsere/unser \| euren/eure/euer \| ihren/ihre/ihr \| Ihren/Ihre/Ihr \| |                      |                      |                                        |                         |                   |                   |                                                           |
| | 1. Pers. Sg.         | 2. Pers. Sg.         | 3. Pers. Sg.                           | 1. Pers. Pl.            | 2. Pers. Pl.      | 3. Pers. Pl.      | natürlich: 2. Pers. (Sg. & Pl.) grammatisch: 3. Pers. Pl. |
| Nominativ | mein/meine/mein      | dein/deine/dein      | sein/seine/sein ihr/ihre/ihr           | unser/unsere/unser      | euer/eure/euer    | ihr/ihre/ihr      | Ihr/Ihre/Ihr                                              |
| Genitiv | meines/meiner/meines | deines/deiner/deines | seines/seiner/seines ihres/ihrer/ihres | unseres/unserer/unseres | eures/eurer/eures | ihres/ihrer/ihres | Ihres/Ihrer/Ihres                                         |
| Dativ | meinem/meiner/meinem | deinem/deiner/deinem | seinem/seiner/seinem ihrem/ihrer/ihrem | unserem/unserer/unserem | eurem/eurer/eurem | ihrem/ihrer/ihrem | Ihrem/Ihrer/Ihrem                                         |
| Akkusativ | meinen/meine/mein    | deinen/deine/dein    | seinen/seine/sein ihren/ihre/ihr       | unseren/unsere/unser    | euren/eure/euer   | ihren/ihre/ihr    | Ihren/Ihre/Ihr                                            |

Die in den einzelnen Feldern der Tabelle eingetragenen Pronomen stehen in der Reihenfolge Maskulinum – Femininum – Neutrum (Geschlecht des Bezugssubstantivs). In der 3. Person Singular sind sowohl die männlichen als auch die weiblichen Possessivpronomen angegeben.

#### Relativpronomen
Relativpronomen (bezügliche Fürwörter) leiten Relativsätze ein und stehen für das im Hauptsatz befindliche Bezugsnomen des Relativsatzes. Man unterscheidet die Relativpronomen der, die, das von den etwas förmlicheren, nur in der Schriftsprache gebrauchten welcher, welche, welches, z. B. die Person, die er beobachtete ↔ die Person, welche er beobachtete.
| Singular  | Maskulinum | Femininum | Neutrum | Plural |
| Nominativ | der        | die       | das     | die    |
| Genitiv   | dessen     | deren     | dessen  | deren  |
| Dativ     | dem        | der       | dem     | denen  |
| Akkusativ | den        | die       | das     | die    |

| Singular  | Maskulinum | Femininum | Neutrum  | Plural  |
| Nominativ | welcher    | welche    | welches  | welche  |
| Genitiv   | (dessen)   | (deren)   | (dessen) | (deren) |
| Dativ     | welchem    | welcher   | welchem  | welchen |
| Akkusativ | welchen    | welche    | welches  | welche  |

Die Relativpronomen welcher, welche, welches kennen keinen Genitiv; stattdessen kann der Genitiv der Relativpronomen der, die, das verwendet werden.

#### Reflexivpronomen
Das deutsche Reflexivpronomen sich kann nicht dekliniert werden; es übernimmt in unveränderter Form die Funktion eines Dativs oder Akkusativs der dritten Person; in den übrigen Fällen (also erste und zweite Person, sowie alle Genitive) treten die Formen des Personalpronomens ein.

#### Demonstrativpronomen
Demonstrativpronomen (hinweisende Fürwörter) stehen – ähnlich den Possessivpronomen – meist als Begleiter eines Substantivs, z. B. diese Autobahn, jener Weg, dieselbe Straße.
Wichtige Gruppen von Demonstrativpronomen sind der, die, das, dieser, diese, dieses und jener, jene, jenes sowie derjenige, diejenige, dasjenige und derselbe, dieselbe, dasselbe.
| Singular  | Maskulinum     | Femininum | Neutrum | Plural |
| Nominativ | dieser         | diese     | dieses  | diese  |
| Genitiv   | dieses/diesen* | dieser    | dieses  | dieser |
| Dativ     | diesem         | dieser    | diesem  | diesen |
| Akkusativ | diesen         | diese     | dieses  | diese  |

| Singular  | Maskulinum | Femininum  | Neutrum    | Plural     |
| Nominativ | derjenige  | diejenige  | dasjenige  | diejenigen |
| Genitiv   | desjenigen | derjenigen | desjenigen | derjenigen |
| Dativ     | demjenigen | derjenigen | demjenigen | denjenigen |
| Akkusativ | denjenigen | diejenige  | dasjenige  | diejenigen |

Die Deklination der Demonstrativpronomen der, die, das erfolgt analog zu den gleichlautenden Relativpronomen. Jener, jene, jenes werden wie dieser, diese, dieses dekliniert, derselbe, dieselbe, dasselbe wie derjenige, diejenige, dasjenige.
(*) Der Genitiv lautet zunehmend häufig „diesen“ („diesen Jahres“) entsprechend dem schon vor langem abgeschlossenen Übergang bei stark deklinierten Adjektiven.

### Deklination der Adjektive

#### Kongruenz
Das Adjektiv bildet im Deutschen spezielle Flexionsformen, wenn es als Attribut steht. Es weist dann Übereinstimmung in Kasus, Genus und Numerus mit dem Substantiv auf. Im Sprachvergleich ungewöhnlich ist, dass es außerdem in Kombination mit einem bestimmten Artikel eine andere Form annimmt als in Kombination mit einem unbestimmten Artikel. Man spricht hierbei von „starken“ bzw. „schwachen“ Flexionsformen des Adjektivs, die im Einzelnen folgendermaßen geregelt sind:
- Wenn das Adjektiv ohne Artikel beim Bezugssubstantiv steht, erscheint die „starke“ Form, z. B. schwarzer Kaffee, ebenso bei manchen Zahladjektiven und Indefinitpronomen, z. B. viele schöne Stunden. Die starke Deklination zeichnet sich dadurch aus, dass sie mehr eigene Formen für bestimmte Flexionsmerkmale unterscheidet.
- Die „schwache“ Deklination erscheint, wenn das Adjektiv nach dem bestimmten Artikel oder einer vergleichbar deklinierenden Wortart (z. B. Demonstrativpronomen) steht (der große Felsen, diesem starken Unwetter). Dies gilt auch, wenn der bestimmte Artikel mit einer Präposition verschmolzen ist wie z. B. in den Kurzwörtern „am“, „ans“ „beim“, „im“, „ins“ „vom“, „zum“, „zur“ (beim großen Felsen, zur neuen Brücke).
- Eine „gemischte“ Deklination wird gebraucht, wenn das Adjektiv nach dem unbestimmten Artikel oder einer vergleichbar deklinierenden Wortart (z. B. Possessivpronomen) steht (eines alten Gemäuers, mein neues Fahrrad). Hier erscheint für den Nominativ Singular des Maskulinums und des Neutrums die starke Form, sonst die schwachen Formen.

Diese Formen finden auch Anwendung, wenn ein Adjektiv substantiviert wird, und dies auch dann, wenn es sich um lexikalisch erstarrte Formen handelt, die im heutigen Deutsch reine Substantive sind, z. B.: ein Beamter / der Beamte.
| Singular  | Maskulinum | Femininum | Neutrum | Plural |
| Nominativ | -er        | -e        | -es     | -e     |
| Genitiv   | -en*       | -er       | -en     | -er    |
| Dativ     | -em**      | -er       | -em**   | -en    |
| Akkusativ | -en        | -e        | -es     | -e     |

| Singular  | Maskulinum | Femininum | Neutrum | Plural |
| Nominativ | -e         | -e        | -e      | -en    |
| Genitiv   | -en        | -en       | -en     | -en    |
| Dativ     | -en        | -en       | -en     | -en    |
| Akkusativ | -en        | -e        | -e      | -en    |

| Singular  | Maskulinum | Femininum | Neutrum | Plural |
| Nominativ | -er        | -e        | -es     | -en    |
| Genitiv   | -en        | -en       | -en     | -en    |
| Dativ     | -en        | -en       | -en     | -en    |
| Akkusativ | -en        | -e        | -es     | -en    |

(*) Im 18. Jahrhundert war die Endung -es noch üblich, z. B. „gutes Mutes“ im Gedicht Der Tod und das Mädchen von Matthias Claudius. In altertümelnden Texten kommt diese Endung noch lange danach und manchmal auch noch heute vor. Die moderne Endung -en ist auch zunehmend beim Genitiv von „dieser“ zu hören („diesen Jahres“).
(**) Bei mehreren aufeinanderfolgenden, stark deklinierenden Adjektiven braucht nur einmal die starke Endung „-em“ zu stehen, dann kann auch die schwache Endung „-en“ verwendet werden (in dichtem, hohem Gras oder in dichtem, hohen Gras). Ansonsten gilt: Wenn mehrere hintereinander stehende Adjektive dekliniert werden sollen, so haben sie die gleichen Endungen („ein dickes, aber gutes und unterhaltsames Buch“).
Des Weiteren wird bei der Flexion einiger weniger Adjektive der Stamm verändert (z. B. „hoch“ → ein hoher Baum, eines hohen Baumes usw.).

#### Steigerungsformen als Zweifelsfall zwischen Wortbildung und Deklination
Adjektive bilden in der Regel Formen in drei Stufen der Steigerung (Komparationsformen), außer wo dies aus Gründen der Bedeutung ausgeschlossen ist. Die Einstufung des Komparativs und des Superlativs zwischen Wortbildung oder Flexion ist umstritten.
- Positiv/Grundform (schön, träge, ein weiter Weg)
- Komparativ, meist mit Endung „-er“, mit Endung „-r“ für Adjektive mit Grundform auf „-e“ (schöner, träger, einen weiteren Weg, der trägere)
- Superlativ, meist mit Endung „-st“, mit Endung „-est“ für Adjektive mit Grundform auf „-s“, „-ß“, „-sch“, „-d“, „-t“, „-x“ oder „-z“ (der schönste, der trägste, der weiteste …)

Steigerungsformen bedingen häufig Umlaut, z. B. kalt → kälter → am kältesten, groß → größer → am größten, dumm → dümmer → am dümmsten. Bisweilen ist auch die Steigerung mit und ohne Umlaut möglich, z. B. nass → nässer → am nässesten oder nass → nasser → am nassesten. Sie können außerdem unregelmäßig sein und Konsonantenwechsel oder Suppletion aufweisen: gut → besser → am besten, viel → mehr → am meisten, gerne → lieber → am liebsten, hoch → höher → am höchsten, nah → näher → am nächsten, wenig → minder → am mindesten (neben: wenige → weniger → am wenigsten).
Während Komparative typisch für Adjektive sind, existieren auch einige wenige Komparativformen für Adverbien, z. B. oft – öfter. Meistens finden sich allerdings Ersatzformen (Suppletion): bald – eher – am ehesten, gern – lieber – am liebsten, oft – öfter – am häufigsten.
Superlative haben eine besondere Form, wenn sie nicht attributiv stehen, also in Funktionen, in denen sie nicht flektiert werden können. Hier steht dann ein mit -sten weitergebildetes Adjektiv in Konstruktion mit einer Präposition oder Partikel am:
| der schönste Gesang (adjektivisch) |
| Er singt am schönsten (adverbiell) |

## Bildung von Wortformen: Konjugation
Bei den Wortformen des Verbs ist die Unterscheidung finit/infinit grundlegend wichtig:
- Finite Verbformen tragen Merkmale der Kategorien Tempus, Modus und Person, zum Beispiel: gingst = 2. Person Singular, Indikativ, Präteritum
- Infinite Verbformen drücken die Merkmale von Tempus, Modus und Person nicht aus.

Traditionell, v. a. in Schulgrammatiken, wird der Begriff der Konjugationsformen eines Verbs oftmals so verwendet, dass er nur die finiten Formen meint und Infinitive ausschließt; es handelt sich bei Infinitiven aber jedenfalls auch um Flexion des Verbs. In diesem Artikel wird Konjugation im allgemeineren Sinn verwendet, also als „Formenbildung des Verbs.“ Neben den eigentlichen Infinitiven gelten auch die Partizipien des Deutschen als nicht-finite Formen.

### Flexion für Person und Tempus
Das Deutsche kennt nur zwei morphologisch (also durch Wortformen) gebildete Zeiten, nämlich Präsens und Präteritum, mit deren Hilfe sämtliche Tempusformen gebildet werden können. Lediglich einige Konjunktiv-II-Formen weichen von der eigentlichen Präteritum-Ableitung ab (siehe den eigenen Abschnitt über Modus).
Perfekt, Plusquamperfekt, Futur I & II werden ebenfalls in den Bestand der Konjugationsformen (Paradigma) des Verbs gerechnet, ausgedrückt werden sie jedoch durch Kombination mit Hilfsverben (also „periphrastisch“) (siehe unten).
Zur Bedeutung der einzelnen Tempusformen siehe den Hauptartikel über Tempus
Die Bildung der Präsens- und Präteritumformen erfolgt in regelmäßigen Fällen durch Anhängen einer Endung an den Wortstamm des Verbs; den Wortstamm erhält man in gleicher Weise durch Abtrennen der Infinitiv-Endung „-(e)n“ oder durch Abtrennen der finiten Endung: Infinitiv zitter-n; Finit: ich zitter-e, du zitter-st, er zitter-t, wir zitter-n, ihr zitter-t, sie zitter-n; ich zitter-te, du zitter-test, er zitter-te, wir zitter-ten, ihr zitter-tet, sie zitter-ten.
Es gibt zwei Bildungsweisen des Präteritums. Bei den regelmäßigen, sogenannten „schwachen“ Verben erscheint eine Endung -(e)te direkt am Stamm, bei den übrigen („starken“ und unregelmäßigen) Verben erfolgen stattdessen Veränderungen im Wortstamm, z. B. Wechsel des Vokals (Ablaut) wie in find-en / fand.
Die Personalendungen werden dann für beide Gruppen in gleicher Weise an die jeweilige Präteritumsform angefügt. Im Präteritum erscheinen fast überall dieselben Personalendungen wie im Präsens; die Ausnahme ist lediglich, dass die erste und dritte Person Singular im Präteritum endungslos sind, im Präsens jedoch eigene Endungen haben. (Im Konjunktiv gibt es weitere kleine Abweichungen, siehe unten im Abschnitt Modus). Dies ist in der folgenden Tabelle zusammengefasst:
|           | Singular | Plural |
| 1. Person | -e       | -(e)n  |
| 2. Person | -(e)st   | -(e)t  |
| 3. Person | -t       | -(e)n  |

|           | Singular  | Plural   |
| 1. Person | -te       | -te-n    |
| 2. Person | -(e)te-st | -(e)te-t |
| 3. Person | -te       | -te-n    |

Die Präteritumsform eines starken Verbs wie find-en / fand erhält man also durch Anhängen der oben gezeigten Endungen an die Präteritumsform: fand, fand-est, fand, fand-en, fand-et, fand-en
Charakteristisch für starke Verben ist die Änderung des Stammlauts zwischen Infinitiv, Präteritumformen und Partizip Perfekt. Die Lautveränderungen lassen sich grob in drei Kategorien einteilen:
- gleicher Stammlaut in Infinitiv und Partizip Perfekt: essen → aß → gegessen, graben → grub → gegraben, laden → lud → geladen, stoßen → stieß → gestoßen
- gleicher Stammlaut in Präteritum und Partizip Perferkt: bieten → bot → geboten, gleiten → glitt → geglitten, schreien → schrie → geschrien, verlieren → verlor → verloren
- unterschiedliche Stammlaute in allen drei Verbformen: bergen → barg → geborgen, bitten → bat → gebeten, hängen → hing → gehangen, zwingen → zwang → gezwungen

Die Hilfsverben sein und haben weisen auch im Präsens Unregelmäßigkeiten auf, indem die Form des Stamms wechselt:
- sein: ich bin, du bist, er ist, wir sind, ihr seid, sie sind; Präteritum: ich war, etc.
- haben: ich habe, du hast, er hat, wir haben, ihr habt, sie haben; Präteritum: ich hatte, etc.

Für weitere Besonderheiten siehe den Hauptartikel Deutsche Konjugation
Eine Besonderheit der deutschen Formenbildung ist, dass die 1. und 3. Person Plural immer identisch sind, dies gilt auch für die sehr unregelmäßigen Verben haben und sein, wie oben zu sehen. (Bis auf das Verb „sein“ (wir sind, sie sind) sind diese Formen außerdem auch identisch mit dem Infinitiv.) Dieser Formenzusammenfall (Synkretismus) zwischen 1. und 3. Person Plural findet sich auch in allen deutschen Dialekten, obwohl es sich dort teils um anders aussehende Formen handelt.

### Partizipien als Sonderfall zwischen Wortbildung und Konjugation
Das Deutsche kennt zwei Formen, die als Partizipien oder deutsch Mittelwörter bezeichnet werden: das sogenannte Partizip I (Partizip Präsens, erstes Mittelwort, Mittelwort der Gegenwart), und das Partizip II (Partizip Perfekt, Partizip Präteritum, zweites Mittelwort, Mittelwort der Vergangenheit).
- Partizip I

Diese Form wird gebildet, indem an den Stamm des Verbs die Endung -end angefügt wird. Dieses Partizip verhält sich immer wie ein Adjektiv und kann verwendet werden um größere Einheiten (u. U. transitive Konstruktionen und größere satzwertige Einheiten) als Attribut an ein Nomen anzufügen; es wird dabei wie ein Adjektiv flektiert:
| Infinitiv: die Touristen (zu) begleit-en             |
| Partizip I: der [die Touristen begleit]-end-e Führer |

- Partizip II

Diese Form wird gebildet durch eine Endung -t oder -en (je nach Verbklasse, siehe Deutsche Konjugation), sowie zusätzlich ein Präfix ge-, falls das Verb noch kein anderes Präfix trägt. Hinter dieser Form verbergen sich allerdings zwei Verwendungen, die keine gemeinsamen grammatischen Eigenschaften haben. Zum einen kann es sich auch beim Partizip II um ein Adjektiv handeln:
| x putzt das Bad     | – | das geputzte Bad                       |
| x zieht die Kutsche | – | eine von zwei Pferden gezogene Kutsche |
| die Post trifft ein | – | die eingetroffene Post                 |

Das erste Beispiel zeigt ein Partizip „geputzt“, das eine Vorzeitigkeit aussagt (das Bad ist zuvor geputzt worden) und einen Passiveffekt beinhaltet (die Person, die geputzt hat, ist nicht genannt). Das zweite Beispiel zeigt, dass der Vorzeitigkeitseffekt nicht bei allen Verben auftritt, vor allem nicht bei Zustandsverben. Das dritte Beispiel zeigt, dass auch der Passiv-Effekt nicht bei allen Verben auftritt (im Fall von Verben wie eintreffen tritt er regelmäßig nicht auf, weil es sich um ein sogenanntes unakkusativisches Verb handelt).
Eine andersartige Verwendung hat die Form des Partizip II in Hilfsverbkonstruktionen. Im Perfekt verhält es sich wie ein Infinitiv und hat auch in manchen Konstruktionen die einfache Infinitivform als Variante (nämlich bei Modalverben wie müssen, der sogenannte Ersatzinfinitiv)
| (dass) die Pferde den Wagen in die Scheune gezogen haben                                    |
| (dass) die Pferde den Wagen in die Scheune haben ziehen müssen (bzw: „ziehen müssen haben“) |

In dieser Konstruktion entsteht mit der Form des Partizip II keinerlei Passiv-Effekt. Das Partizip II erscheint zwar auch als Bestandteil der Passivform zusammen mit dem Hilfsverb werden, dann ist jedoch das Hilfsverb für den Passiveffekt verantwortlich. Im werden-Passiv ist wiederum keinerlei Vorzeitigkeitseffekt beteiligt (sondern es entsteht das sog. Vorgangspassiv). Auch hier gibt es bedeutungsähnliche Konstruktionen, in denen ein einfacher Infinitiv in derselben Funktion auftritt (eine passivartige Konstruktion mit sich lassen):
| (dass) der Wagen in die Scheune gezogen werden soll |
| (dass) der Wagen sich nicht ziehen ließ             |

Aufgrund solcher Beobachtungen wird hier von einem andersartigen Element als im Fall des adjektivischen Partizips ausgegangen, nämlich als einem von drei Typen des Infinitivs im Deutschen (der sog. „3. Status des Infinitivs“).

### Die Infinitive
Der einfache Infinitiv des Deutschen besteht aus dem Verbstamm mit der Endung -(e)n. In manchen Infinitivkonstruktionen tritt eine Partikel zu neben diese Infinitivform; diese wird zwar meistens als separates Wort geschrieben, sie verhält sich aber wie eine weitere Flexionsform mit dem Merkmal Infinitiv. Je nach begleitendem Verb wird ein Infinitiv mit oder ohne zu verlangt, wie im nächsten Abschnitt unten über die Hilfsverbkonstruktionen dargestellt. Diese beiden Varianten werden auch (nach Gunnar Bech) als „1. Status des Infinitivs“ (-en-Infinitiv) und „2. Status des Infinitivs“ (zu-Infinitivs) bezeichnet. Die sogenannte Partizipform, die in Hilfsverbkonstruktionen erscheint, und die auch eine Variante eines Infinitivs ist, heißt demzufolge auch 3. Status.
Das Partizip Präsens auf -end zählt traditionell ebenfalls als nicht-finite Form, verhält sich morphologisch jedoch immer wie ein Adjektiv, kann also nicht unmittelbar in dieselbe Reihe gestellt werden.

### Konstruktionen mit Hilfsverben

#### Die zusammengesetzten Zeitformen
Die Formen der Vergangenheitstempora Perfekt und Plusquamperfekt werden mit den konjugierten Hilfsverben haben oder sein und dem Partizip Perfekt (Partizip II) gebildet. Das Hilfsverb steht dabei beim Perfekt selbst im Präsens, beim Plusquamperfekt im Präteritum: ich habe gesucht ↔ ich hatte gesucht, er ist gefahren ↔ er war gefahren. Das Partizip II besteht in der Regel aus „ge-“ + Infinitivstamm + „-(e)t“, bei unregelmäßigen (starken) Verben besitzt es oft auch die Endung „-en“: zittern → gezittert, spielen → gespielt, gehen → gegangen. Bei Verben mit Vorsilbe kann „ge-“ beim Partizip II wegfallen oder innerhalb des Partizips stehen: vergessen → ich hatte es vergessen, verachtet → sie hat ihn verachtet, eingeladen → ich habe sie eingeladen.
In der Regel werden Perfekt und Plusquamperfekt mit dem Hilfsverb haben gebildet: ich habe gespielt, er hatte gesucht, wir hatten vergessen, ihr habt gegessen. Das Hilfsverb sein erscheint bei einer bestimmten Gruppe intransitiver Verben (siehe Unakkusativisches Verb) und bei einigen Verben der Bewegung (ich bin geschwommen, du warst gegangen, ihr wart gekommen, sie sind gefahren).
Das Futur I wird mit dem konjugierten Hilfsverb werden und dem Infinitiv gebildet: ich werde spielen, es wird regnen, wir werden gehen.
Das Futur II wird mit dem konjugierten Hilfsverb werden, dem Partizip Perfekt (Partizip II) und dem Hilfsverb für Perfekt/Plusquamperfekt (haben bzw. sein nach den gleichen Regeln wie oben) im Infinitiv gebildet: ich werde gefahren sein, sie wird gespielt haben, ihr werdet gebaut haben.

#### Diathese/Genus Verbi
Das Deutsche unterscheidet zwischen Aktiv und Passiv. Die bisher behandelten Verbformen stehen allesamt im Aktiv, das den „Täter“ einer Handlung in den Vordergrund stellt. Das Passiv ist dagegen die „Täter“-abgewandte Aussageform des Verbs, auch Leideform genannt. Ein drittes Genus Verbi des Mediums, das in einigen indogermanischen Sprachen zu finden war, wird im Deutschen nicht ausdrücklich unterschieden, seine Funktionen übernimmt eine Konstruktion im Aktiv oder mit Zusatz eines Reflexivpronomens (Beispiel: „Das Buch liest sich gut.“).
Das Passiv wird aus Hilfsverben zusammen mit dem Partizip Perfekt gebildet. Man unterscheidet zwischen dem Vorgangspassiv, das meist mit dem Hilfsverb werden gebildet wird, und einem sogenannten Zustandspassiv. Während das Vorgangspassiv den Verlauf der Handlung ausdrückt, bezeichnet das Zustandspassiv meist das Ergebnis der Handlung (vgl. resultativ). Außerdem gibt es das sog. Rezipientenpassiv mit dem Hilfsverb bekommen (bzw. umgangssprachlich kriegen).
| \| \| Aktiv \| Vorgangspassiv \| Zustandspassiv \| Rezipientenpassiv \| \| Präsens \| Ich sehe. \| Ich werde gesehen. \| Die Tür ist geöffnet. \| Er bekommt das Buch weggenommen. \| \| Präteritum \| Ich sah. \| Ich wurde gesehen. \| Die Tür war geöffnet \| Er bekam das Buch weggenommen. \| \| Perfekt \| Ich habe gesehen. \| Ich bin gesehen worden. \| Die Tür ist geöffnet gewesen. \| Er hat das Buch weggenommen bekommen. \| \| Plusquamperfekt \| Ich hatte gesehen. \| Ich war gesehen worden. \| Die Tür war geöffnet gewesen. \| Er hatte das Buch weggenommen bekommen. \| \| Futur I \| Ich werde sehen. \| Ich werde gesehen werden. \| Die Tür wird geöffnet sein. \| Er wird das Buch weggenommen bekommen. \| \| Futur II \| Ich werde gesehen haben. \| Ich werde gesehen worden sein. \| Die Tür wird geöffnet gewesen sein. \| Er wird das Buch weggenommen bekommen haben. \| |                          |                                |                                     |                                              |
| | Aktiv                    | Vorgangspassiv                 | Zustandspassiv                      | Rezipientenpassiv                            |
| Präsens | Ich sehe.                | Ich werde gesehen.             | Die Tür ist geöffnet.               | Er bekommt das Buch weggenommen.             |
| Präteritum | Ich sah.                 | Ich wurde gesehen.             | Die Tür war geöffnet                | Er bekam das Buch weggenommen.               |
| Perfekt | Ich habe gesehen.        | Ich bin gesehen worden.        | Die Tür ist geöffnet gewesen.       | Er hat das Buch weggenommen bekommen.        |
| Plusquamperfekt | Ich hatte gesehen.       | Ich war gesehen worden.        | Die Tür war geöffnet gewesen.       | Er hatte das Buch weggenommen bekommen.      |
| Futur I | Ich werde sehen.         | Ich werde gesehen werden.      | Die Tür wird geöffnet sein.         | Er wird das Buch weggenommen bekommen.       |
| Futur II | Ich werde gesehen haben. | Ich werde gesehen worden sein. | Die Tür wird geöffnet gewesen sein. | Er wird das Buch weggenommen bekommen haben. |

### Modus
Im Deutschen gibt es die folgenden Modi:
- den Indikativ (Wirklichkeitsform): „Paul kommt.“
- den Imperativ (Befehlsform): „Paul, komm!“
- und den Konjunktiv (Möglichkeitsform): „Paul komme. Paul käme. Paul würde kommen.“

Hierbei ist der Indikativ eine neutrale Form, die keine bestimmten Auslöser oder Bedeutungen hat und deswegen nachfolgend hier nicht kommentiert ist. Für Diskussion siehe den Spezialartikel Indikativ.

#### Imperativ
Man unterscheidet zwischen „echten“ Imperativ-Formen ohne Personalpronomen („Geh!“, „Geht!“) und Ersatzformen mit Personalpronomen, die ersatzweise für nicht existierende Imperativ-Formen verwendet werden („Gehen wir!“, „Gehen Sie!“). Diese Ersatzformen sind wie die Formen ohne Personalpronomen als Anrede an eine anwesende Person oder Personengruppe zu sehen. Die 1. Person Plural („Gehen wir!“) kann linguistisch auch einen Adhortativ darstellen; die Formen mit der höflichen Anrede „Sie“ („Gehen Sie!“) richten sich syntaktisch an die 3. Person Plural („Gehen Sie!“) und können somit auch als Jussiv interpretiert werden.
Im Singular wird der flektierte Imperativ im Deutschen gebildet, indem man die Verbform der 2. Person Singular Präsens benutzt, aber neben dem Personalpronomen auch die Endung „-st“ weglässt: du arbeitest → Arbeite!, du lernst → Lern! Im Plural wird nur das Personalpronomen der 2. Person Plural Präsens weggelassen: ihr arbeitet → Arbeitet!, ihr lernt → Lernt! Bei starken Verben mit Umlaut in der 2. und 3. Person Singular Präsens entfällt der Vokalwechsel im Imperativ Singular: du läufst → Lauf!. So der Imperativ Singular kein „-e“ als Endung aufweist, kann ein solches hinzufügt werden: Lern! oder Lerne!
Sonderregeln:
- Imperativ-Formen für „sein“ und „wissen“: Sei!/Seid!, Wisse!/Wisst!
- Starke Verben mit Vokalwechsel im Imperativ können kein -e als Endung bekommen, es heißt nur: Lauf!, Wirf!, Gib!, Iss!
- Verben wie „rechnen“ oder „atmen“, bei denen aus dem Wortstamm ein e entfällt (im Vergleich zu z. B. „Rechenregel“, „Atemluft“) bilden ihren Imperativ Singular mit der Endung „-e“: Rechne!, Atme!
- Verben auf „-eln“ und „-ern“ bilden ihren Imperativ Singular ebenfalls mit der Endung „-e“: Wandere!, Sammele!
- Bei den Verben auf „-eln“ kann außerdem das e im Wortstamm entfallen: Sammele! oder Sammle!

#### Konjunktiv
Im Allgemeinen bezeichnet der Konjunktiv Unwirkliches: Wünsche, Vermutungen, Möglichkeiten u. Ä. Man unterscheidet zwei Standardformen, in deren Verhältnis zueinander die Tempusdifferenzierung heute keine Rolle mehr spielt:
- Konjunktiv I
- Konjunktiv II

Anstelle des Konjunktivs I und II verwendet man – v. a. umgangssprachlich – oft die sogenannte „Konjunktiv-Ersatzform“ (auch „Würde-Form“, „Konditional“ oder „Konjunktiv III“ u. Ä. genannt).
Man unterscheidet beim Konjunktiv I folgende Formen:
- Konjunktiv I der Gleichzeitigkeit (auch: Konjunktiv Gegenwart/Präsens)
- Konjunktiv I der Vorzeitigkeit (auch: Konjunktiv Vergangenheit/Perfekt)
- Konjunktiv I der Nachzeitigkeit (auch: Konjunktiv Futur) – zwei Varianten: Konjunktiv Futur I und Futur II

Beim Konjunktiv II werden folgende Formen unterschieden:
- Konjunktiv II der Gleichzeitigkeit (auch: Konjunktiv Präteritum)
- Konjunktiv II der Vorzeitigkeit (auch: Konjunktiv Plusquamperfekt)
- Konjunktiv II der Nachzeitigkeit (auch: Konjunktiv Zukunft) – zwei Varianten: Konjunktiv Futur I und Futur II

Sowohl im Konjunktiv I als auch im Konjunktiv II finden die Futur-Formen kaum Verwendung; statt ihrer benutzt man – wie auch im Indikativ gängig – die Präsensform und gegebenenfalls lexikalische Mittel (v. a. Zeitadverbien wie z. morgen, in drei Jahren).

#### Bildung des Konjunktivs
Der Konjunktiv I wird grundsätzlich vom Infinitivstamm des Verbs abgeleitet (in manchen Erklärungen bezieht man sich auf den Präsensstamm, dann müssen jedoch die Modalverben als Ausnahme gelten), gefolgt vom Suffix „-e-“ und der jeweiligen Personalendung. Bei der 1. und 3. Person Plural vereinen sich Suffix und Endung; bei 1. und 3. Person Singular tritt keine Personalendung auf.
Infinitivwortstamm + e + Personalendung
| 1. Person Singular | komm + e      | ich komme  |
| 2. Person Singular | komm + e + st | du kommest |
| 3. Person Singular | komm + e      | er komme   |

| 1. Person Plural | komm + e + en | wir kommen |
| 2. Person Plural | komm + e + t  | ihr kommet |
| 3. Person Plural | komm + e + en | sie kommen |

Der Konjunktiv II wird grundsätzlich vom Präteritum Indikativ des Verbs abgeleitet. Bei schwachen Verben stimmt der Konjunktiv II mit dem Präteritum Indikativ formal überein. Bei starken Verben wird er durch die Verbindung des Präteritumwortstammes des Indikativs mit dem Suffix „-e-“ und der jeweiligen Personalendung gebildet (mit denselben Ausnahmen und Verschmelzungen wie beim Präsens Konjunktiv), wobei eine Umlautung – wie bei starken Verben üblich – hinzukommt.
Präteritumwortstamm + e + Personalendung
| 1. Person Singular | kam + e (+ Umlaut)      | ich käme  |
| 2. Person Singular | kam + e + st (+ Umlaut) | du kämest |
| 3. Person Singular | kam + e (+ Umlaut)      | er käme   |

| 1. Person Plural | kam + e + en (+ Umlaut) | wir kämen |
| 2. Person Plural | kam + e + t (+ Umlaut)  | ihr kämet |
| 3. Person Plural | kam + e + en (+ Umlaut) | sie kämen |

Die zusammengesetzten Zeitformen (formal dem Indikativ Perfekt, Plusquamperfekt, Futur I und Futur II entsprechend) „versetzt“ man dadurch in den Konjunktiv I oder II, dass man das Hilfsverb (haben/sein/werden) gemäß der Grundregel (Ableitung vom Infinitiv bzw. Präsensstamm oder von der Präteritumform) umbildet.
| 3. Person Singular Konjunktiv I Perfekt  | er sei gekommen        |
| 3. Person Singular Konjunktiv I Futur I  | er werde kommen        |
| 3. Person Singular Konjunktiv I Futur II | er werde gekommen sein |

| 3. Person Singular Konjunktiv II Plusquamperfekt | er wäre gekommen       |
| 3. Person Singular Konjunktiv II Futur I         | er würde kommen        |
| 3. Person Singular Konjunktiv II Futur II        | er würde gekommen sein |

Bei Gleichklang des Konjunktiv II mit einer anderen Form desselben (oder auch eines anderen) Verbs kann der Stamm aufgrund der Verwechslungsgefahr verändert werden; diese besonderen Formen halten sich jedoch meist nicht an bestimmte Bildungsregeln. Beispiele hierfür sind:
- „helfen“: Präteritum (ich) half → „eigentlicher“ Konjunktiv II (ich) hälfe → Gleichklang mit der 1. Person Singular Präsens des Verbs (ich helfe) → Konjunktiv II (ich) hülfe
- „schelten“: Präteritum (ich) schalt → „eigentlicher“ Konjunktiv II (ich) schälte → Gleichklang mit 1. und 3. Person Singular Präteritum von „schälen“ (ich schälte, er schälte) → Konjunktiv II (ich) schölte

Dabei sind in einigen Fällen jedoch beide Formen möglich (so z. B. bei „stehen“: „(ich) stände“ oder „(ich) stünde“).
Wie beim Indikativ neigen viele Deutsche dazu, für die Zukunft die jeweiligen Präsensformen zu benutzen, sodass der Konjunktiv II Futur I quasi bedeutungsfrei wurde und zur sogenannten „Konjunktiv-Ersatzform“ (Würde-Form, Konjunktiv III nach Becher u. Bergenholtz (1985), Konditional) „umfunktioniert“ werden konnte: Ich würde kommen. / Er würde mitgehen.

#### Verwendung des Konjunktivs
Der Konjunktiv I wird grundsätzlich gebraucht zur Wiedergabe von:
- indirekter Rede, insbesondere um die Mittelbarkeit des Gesagten zu verdeutlichen
  - „Die Bundeskanzlerin sagte, es gebe keine weiteren Steuererhöhungen.“ (= Sie hat das zwar gesagt, aber es muss nicht unbedingt richtig sein und/oder der Meinung des Verfassers entsprechen.)
- eigenen, zuvor bereits geäußerten Meinungen, Ansichten und Gedanken
  - „Ich sagte doch bereits, dass ich fertig sei.“
- Meinungen, Ansichten und Gedanken anderer Personen
  - „Sie war der Meinung, auch Männer seien zur Mitarbeit im Haushalt verpflichtet.“
- erfüllbaren Wünschen in gehobener Rede
  - „Edel sei der Mensch, hilfreich und gut!“
- Aufforderungen an eine dritte Person, insbesondere in Verbindung mit der höflichen Anrede „Sie“ in der 3. Person Plural
  - „Gott schütze den König!“
  - „Seien Sie so gut, gehen Sie schon einmal voraus!“
- (selten) Anweisungen in Anleitungen u. Ä.
  - „Man nehme vier Eier, ein Pfund Mehl …“

Der Konjunktiv II drückt grundsätzlich folgendes aus:
- Wiedergabe indirekter Rede, wenn der Konjunktiv I nicht vom Indikativ zu unterscheiden ist
  - „Peter sagte, die Kinder kämen um 6 Uhr nach Hause.“ (statt kommen, das mit dem Indikativ Präsens identisch ist)
- Wiedergabe indirekter Rede, wenn Zweifel am Inhalt des Berichteten ausgedrückt werden soll
  - „Hitler war der Meinung, das internationale Judentum wäre schuld am Ausbruch des Weltkriegs.“
- unwirkliche, bedingt mögliche oder spekulative Sachverhalte
  - „Ich wäre bereits früher da gewesen, wenn ich nicht im Stau gestanden hätte.“
- irreale, nicht umsetzbare Pläne oder Wünsche
  - „Wenn ich mehr Geld hätte, könnte ich mir ein Haus kaufen.“

Ersatzformen unterschiedlichster Art ersetzen den Konjunktiv I und II zunehmend in der Umgangssprache, aber auch mehr oder weniger stark in der Schriftsprache (mitunter ist das eine individuelle Frage bzw. eine Frage der Stilebene):
- Der Konjunktiv I wird ersetzt durch seine Entsprechungen im Indikativ (evtl. unter Hinzufügung lexikalischer Mittel wie angeblich, vermutlich, eventuell) oder durch die „Würde-Form“
  - „Er hat gehört, ich sei immer nett gewesen.“ → „Er hat gehört, ich bin angeblich immer nett gewesen.“ → „Er hat gehört, ich würde nett sein.“
- Der Konjunktiv II wird ersetzt durch die „Würde-Form“
  - „Er sagte, sie schriebe das.“ → „Er sagte, sie würde das schreiben.“

Außerdem werden viele alte Konjunktivformen durch die „Würde-Form“ verdrängt, insbesondere bei:
- formaler Gleichheit von Konjunktiv- und Indikativform (Konjunktiv II der schwachen Verben)
  - „ich sagte“ (Indikativ = Konjunktiv) → „ich würde sagen“
- Vorhandensein paralleler und/oder veralteter Formen des Konjunktivs II (die auf veraltete Präteritumformen dieser Verben zurückgehen)
  - „ich wärfe“ ↔ „ich würfe“ → „ich würde werfen“

Am stärksten halten sich synthetische Konjunktivformen noch bei solchen starken Verben, bei denen der Konjunktiv II durch Umlautung noch in allen Personen zweifelsfrei zu erkennen ist (z. B. ich käme, du kämest, er käme usw.).
Der Status der „Würde-Form“ ist in der Sprachwissenschaft umstritten. Während ihn manche als allzu „volkstümlich“ ablehnen und nur sehr begrenzt akzeptieren, betrachten andere ihn als „Nebenform“ (innerhalb des Konjunktivs II) und wiederum andere als eigenständige „moderne Form“, die Schritt für Schritt die alten Formen (bis auf feste Wendungen) ersetzen werde. Ähnliches vollzog und/oder vollzieht sich in einigen Schwestersprachen des Deutschen, z. B. im Dänischen und Englischen.

## Syntax: Gebrauch der Kasus

### Kasuszuweisung nach Wortarten
Kasus können im Deutschen von Verben, Präpositionen, Adjektiven und Nomina an ihre jeweiligen Ergänzungen zugewiesen werden (d. h., regiert werden). Statt die Möglichkeit einer Kasuszuweisung durch Adverbien anzunehmen, wird traditionell ein unflektierbares Wort, das einen Kasus vergibt, immer als Präposition eingestuft. Beispiel:
Links ist ein Schild angebracht („links“ als Adverb)
Links des Eingangs ist ein Schild angebracht („links“ als Präposition).
Adjektive können Genitiv oder Dativ zuweisen, seltener Akkusativ. Die Ergänzung steht im Regelfall vor dem Adjektiv:
des Lärms überdrüssig (Genitiv)
mir unbekannt (Dativ)
den Stress gewohnt (Akkusativ)
Substantive vergeben in der Regel Genitiv an Attribute, die einer Ergänzung entsprechen (also Fälle, die sich mit Verb + Objekt umschreiben lassen). Im Gegenwartsdeutsch folgt der Genitiv dem regierenden Nomen nach:
der Sturz des Tyrannen
vgl.: den Tyrannen zu stürzen
Präpositionen erscheinen ebenfalls mit Genitiv, Dativ oder (häufig auch) Akkusativ. Wie bereits im Abschnitt Wortarten erwähnt, erscheinen hier vorangestellte oder nachgestellte Ergänzungen.
trotz des schlechten Wetters (Genitiv)
mit dem Regenschirm (Dativ)
für den Nachbarn (Akkusativ)
Einige Präpositionen (z. B. dank, binnen, um … willen) schwanken zwischen Dativ- und Genitivzuweisung, wobei der Genitiv häufig als höheres Stilniveau bzw. schriftsprachlicher empfunden wird:
trotz des Regens / trotz dem Regen.
Ein anderer Typ des Kasuswechsels bei Präpositionen ist die Unterscheidung von Dativ- und Akkusativzuweisung zur Markierung eines Bedeutungsunterschieds. Dies tritt regelmäßig bei Präpositionen wie in, an, unter, hinter … usw. auf, die als Ortsangabe mit Dativ stehen, aber als Richtungsangabe mit Akkusativ:
in diesem Haus (Ort) – in dieses Haus (Richtung)
unter dem Tisch liegen (Ort) – unter den Tisch schieben (Richtung).
Verben können Akkusativ, Dativ oder (selten) Genitiv zuweisen, siehe den Hauptartikel Objekt (Grammatik). Der Nominativ kommt im Deutschen nur am Subjekt eines finiten Verbs vor (Beispiel a) s. u.), bei prädikativen Satzteilen (b), die den Nominativ nicht durch Rektion, sondern durch Kongruenz (Übereinstimmung mit einem Subjekt) erhalten, und außerdem noch in der Anrede (c).
(a) Der Hund bellte.
(b) Der Hund war sein bester Freund.
(c) Lieber Kunde, bitte haben Sie noch etwas Geduld.
Bei Infinitiven erscheint die Ergänzung grundsätzlich vor dem Verb; beim finiten Verb wird die Lage durch die verschiedenen möglichen Positionen des Verbs im Satz verkompliziert, siehe unten unter Wortstellung im Hauptsatz.

### Der Kasus des Subjekts
Im Deutschen verhält sich ein Satzglied nur dann als Subjekt, wenn es Nominativ trägt (was nicht in allen Sprachen der Fall ist). Dies lässt sich daran festmachen, dass es immer der Nominativ ist, der die Übereinstimmung der Verbform auslöst, egal wo im Satz der Nominativ steht:
| Alle haben ihren Anteil bekommen.      |
| Es haben alle ihren Anteil bekommen.   |
| Man hat den Kindern Märchen erzählt.   |
| Den Kindern wurde ein Märchen erzählt. |

Nominativsubjekte stehen nur zusammen mit finiten Verben, in Infinitivsätzen fällt das Subjekt dagegen weg.

### Verbergänzungen und Satzform
Die Ergänzungen, an die ein Verb Kasus zuweist, entsprechen in der Regel auch „Mitspielern“ in der vom Verb beschriebenen Szene (auch: Aktanten, Argumente), die hierdurch eine Semantische Rolle tragen. Die Gesamtheit der vom Verb verlangten Ergänzungen wird auch seine Valenz genannt. Die Vorgaben, die aus der Valenz eines bestimmten Verbs stammen, bestimmen also den Aufbau eines Satzes hinsichtlich der Anzahl und Form der Ergänzungen, die auftreten; die Verbvalenz ist insofern die Keimzelle des Satzes. In der deutschen Grammatiktradition wird dieser Aspekt des Satzbaus auch als Satzbauplan bezeichnet. Vom Satzbauplan in diesem Sinne nicht dargestellt wird jedoch die Frage, in welcher Reihenfolge diese Satzteile auftreten.
Dies kann auch so formuliert werden, dass sich im Deutschen aus der Eigenschaft, ein Satzglied im Nominativ, Akkusativ etc. zu sein, nur wenig für die Position dieses Satzteils ableiten lässt; die Wortstellung wird im Deutschen also von anderen Faktoren festgelegt als von Kasus und semantischer Rolle. Wesentliche Einflüsse stammen vielmehr aus dem Satztyp sowie aus Gegebenheiten der Informationsstruktur (d. h. der Gliederung des Satzes in alte, bekannte Information und neue Information). Diese Faktoren werden im nächsten Abschnitt behandelt. Für Einzelheiten zu Satzbauplänen siehe den oben verlinkten Hauptartikel.

## Syntax: Wortstellung im Haupt- und Nebensatz

### Hauptsatz
Im Deutschen unterscheiden sich Hauptsätze und Nebensätze in ihrer Wortstellung. Dieser Unterschied entsteht vor allem dadurch, dass in Hauptsätzen das finite Verb nach vorne gestellt wird, wodurch die sogenannte Satzklammer entstehen kann: Das finite Verb wird von anderen Bestandteilen des Prädikats getrennt. Im folgenden Beispiel sieht man, dass nur das finite Hilfsverb vorne im Satz steht, alle anderen Verben am Satzende, in der Position, wo im Nebensatz alle Verben sind. Das finite Verb bildet so den linken Teil einer Klammerstruktur, die anderen Prädikatsteile den rechten Teil der Klammerstruktur:
Nebensatz
|      |                          |                      |
| dass | das Fenster leider nicht | zugemacht worden ist |

Hauptsatz
|             |     |              |                  |
| Das Fenster | ist | leider nicht | zugemacht worden |

Sogar Verbpartikeln werden in dieser Weise vom finiten Teil getrennt:
Nebensatz
|      |                             |          |
| dass | er das Fenster leider nicht | zumachte |

Hauptsatz
|    |        |                          |    |
| Er | machte | das Fenster leider nicht | zu |

Wenn im Aussagesatz das finite Verb an zweiter Stelle steht, bedeutet dies anders gesagt, dass eine Position vor dem finiten Verb existiert, die als das Vorfeld bezeichnet wird. Im Vorfeld kann beliebiges Material stehen, aber nur ein einziger Satzteil. In den obigen Beispielen ist jeweils das Subjekt im Vorfeld gewesen, die Sätze lassen sich jedoch beliebig umstellen, indem ein anderer Satzteil ins Vorfeld kommt:
| Das Fenster      | ist | leider nicht             | zugemacht worden |
| Leider           | ist | das Fenster nicht        | zugemacht worden |
| Zugemacht worden | ist | das Fenster leider nicht |                  |
| Vorfeld          | LK  | Mittelfeld               | RK               |

 (LK = „Linke Klammer“; RK = „Rechte Klammer“)
Bei diesen Umstellungen können sich unterschiedliche Betonungseffekte und Hervorhebungseffekte einstellen, die im Artikel Topikalisierung erläutert werden.
In Fragesätzen mit Fragewörtern („W-Fragen“) muss bei einfachen Ergänzungsfragen das Fragewort im Vorfeld stehen; zwar können andere Wortfolgen vorkommen, doch werden sie nicht als normale Frage interpretiert:
| Wem     | hast | du den Brief  | gegeben? |
| Du      | hast | den Brief wem | gegeben? |
| Vorfeld | LK   | Mittelfeld    | RK       |

Wird im zweiten Beispiel das Wort wem betont, entsteht am ehesten eine Interpretation als sogenannte Echo-Frage (v. a. als Bitte um Wiederholung des Wortlauts), aber nicht als normale Informationsfrage. Ein unbetontes wem wird als Variante von irgendwem interpretiert und ergibt gar keinen W-Fragesatz mehr (allenfalls eine ja/nein-Frage). Bei Mehrfachfragen kann allerdings nur ein Fragewort das Vorfeld besetzen, in diesem Fall ist die Stellung eines weiteren Frageworts im Satzinneren unproblematisch:
| Wer     | hat | denn mit wem | zusammengearbeitet? |
| Vorfeld | LK  | Mittelfeld   | RK                  |

Selbständige Entscheidungsfragen (ja/nein-Fragen) erfordern hingegen einen Satzbau, bei dem das Verb am Satzanfang steht. Der Unterschied zu den bisherigen Satzformen ist also, dass das finite Verb ebenfalls nach vorn gestellt ist, dass aber das Vorfeld frei bleibt. Abgesehen davon tritt dieselbe Klammer-Struktur auf:
|         | Hat | jemand meine Brille | gesehen? |
| Vorfeld | LK  | Mittelfeld          | RK       |

Diese sogenannte Verb-Erst-Stellung (V1-Stellung) tritt ebenso in Imperativen auf; ein Subjekt fehlt im Imperativ meist, wenn es zugesetzt wird (in der Höflichkeitsform erforderlich), erscheint es aber genauso wie im Fragesatz hinter dem Verb, nie im Vorfeld:
|         | Nimm   | die Ente aus der Badewanne!     |    |
|         | Nehmen | Sie die Ente aus der Badewanne! |    |
| Vorfeld | LK     | Mittelfeld                      | RK |

Insgesamt können die verschiedenen Formen von Frage- und Aussagesätzen also beschrieben werden, indem je nach Satztyp Besetzungsregeln für zwei besondere Positionen am Satzanfang formuliert werden (Vorfeld und Linke Klammer). Die hier gegebene Beschreibung (im Rahmen des sogenannten Feldermodells) geht generell also von besonderen Regeln der Voranstellung von Satzteilen aus. In manchen didaktischen Grammatiken des Deutschen werden dagegen Regeln formuliert, die von einer Abfolge Subjekt – finites Verb – Rest ausgehen, und andere Satzformen als Verschiebung des Subjekts nach rechts formulieren (z. B. auch unter dem Stichwort Inversion). Diese Redeweise ist dann dadurch motiviert, dass Abfolgen der Form „Subjekt – Verb – (Objekt usw.)“ im Deutschen bei einfachen Sätzen besonders häufig sind und daher als Ausgangspunkt besonders markant sind. Beschreibungen solcher Art werden jedoch in wissenschaftlichen Grammatiken des Deutschen nie benutzt, da sie keine Grundlage für eine systematische Ableitung der deutschen Satzformen ergeben.

### Einleitungselemente und Wortstellung im Nebensatz
Es gibt im Deutschen verschiedene Arten, Nebensätze durch einleitende Elemente zu markieren:
- Durch unterordnende Konjunktionen (Subjunktionen), zum Beispiel dass, falls, ob, obwohl …
 Konjunktionen sind eine spezielle Wortart, die verschiedene Bedeutungsklassen von Nebensätzen bzw. Bedeutungsbeziehungen zum Hauptsatz bezeichnen können (z. B. falls = Konditionalsatz, ob = indirekter Fragesatz (entspricht der ja/nein-Frage), obwohl = konzessiver Adverbialsatz usw.). Die Konjunktionen werden gefolgt von allen regulären Satzgliedern und danach allen Verben in Endposition. Im Feldermodell des deutschen Satzes entspricht dies der Abfolge:

| dass          | er leider die Fenster        | offengelassen hat |
| (Konjunktion) | (alle regulären Satzglieder) | (Prädikat)        |
| LK            | Mittelfeld                   | RK                |

- Durch Relativpronomen oder Fragepronomen bzw. Relativadverbien / Frageadverbien, zum Beispiel der, dessen, wer, wen, wo, womit.
 Ihnen allen ist gemeinsam, dass sie gleichzeitig den Typ des Nebensatzes bestimmen (Relativsatz bzw. Fragesatz) und selbst ein Satzglied des Nebensatzes darstellen. Daher können sie auch, anders als Konjunktionen, zu größeren Einheiten ausgebaut werden (z. B. womit, mit was, mit dessen Hilfe). In diesem Fall ist also ein Satzglied an den Anfang verschoben, wie es auch in Hauptsätzen bei W-Fragen der Fall ist. Daraus wird geschlossen, dass Fragepronomen sowohl im Hauptsatz als auch im Nebensatz das Vorfeld besetzen, und dass Relativpronomen im Nebensatz analog dazu zu sehen sind. Die Position der linken Klammer ist danach jedoch (im Standarddeutschen) nicht gefüllt. Beispiel:

| … was                      |    | er nun wieder                  | vergessen hat |
| (Fragepronomen als Objekt) |    | (Satzglieder; Obj. fehlt hier) | (Prädikat)    |
| Vorfeld                    | LK | Mittelfeld                     | RK            |

Zum Vergleich die Hauptsatzform eines Fragesatzes:
| Was                        | hat | er nun wieder                  | vergessen?                |
| (Fragepronomen als Objekt) |     | (Satzglieder; Obj. fehlt hier) | (infinite Prädikatsteile) |
| Vorfeld                    | LK  | Mittelfeld                     | RK                        |

- Voranstellung des Verbs
 Die Hauptsatzformen des Verbzweit-Satzes und Verberstsatzes können auch als Nebensätze vorkommen: V2-Objektsätze nach bestimmten Verben wie glauben, sowie V1-Sätze in der Bedeutung von Bedingungssätzen und einigen anderen. Solche Nebensätze heißen traditionell „uneingeleitete Nebensätze.“
Zu Einzelheiten siehe in den Hauptartikeln V2-Stellung#Verbzweitsätze als Nebensätze und V1-Stellung#V1-Stellung in Nebensätzen.

### Infinitive als Nebensätze
Einen besonderen Fall stellen Infinitive dar: Gewisse Infinitivkonstruktionen mit zu haben den Status von Nebensätzen. Dies wird als die Inkohärente Konstruktion des Infinitivs bezeichnet (im Gegensatz zur kohärenten Konstruktion, bei der der Infinitiv ein Teil des zusammengesetzten Prädikats ist, wie die obigen Beispiele mit mehreren Verben in der rechten Klammer). Solche satzwertigen Infinitive können ohne Einleitungselement stehen, ansonsten gibt es um als Konjunktion in Infinitivsätzen. Das infinite Verb verbleibt jedoch unter allen Umständen in Endstellung.
Beispiele:
| [Er vergaß,…]      |         |    | im Obergeschoss die Fenster  | zu schließen |
| [Er ging zurück,…] |         | um | schnell die Fenster          | zu schließen |
|                    |         |    | (alle regulären Satzglieder) | (Prädikat)   |
|                    | Vorfeld | LK | Mittelfeld                   | RK           |

## Syntax des Mittelfelds
Eine auffällige Eigenheit ist die Wortstellungsfreiheit im Deutschen, die dazu führt, dass verschiedene Satzglieder in nahezu beliebigen Reihenfolgen vorkommen können:
| a. | dass | Kinder gestern Nachbarn Stinkbomben in den Briefkasten     | geworfen haben |
| b. | dass | gestern Kinder Nachbarn Stinkbomben in den Briefkasten     | geworfen haben |
| c. | dass | dem Nachbarn gestern Kinder Stinkbomben in den Briefkasten | geworfen haben |
| d. | dass | eine Stinkbombe nur Kinder dem Nachbarn in den Briefkasten | werfen würden. |
|    | LK   | Mittelfeld                                                 | RK             |

Als Satzglied wird eine Einheit bezeichnet, die geschlossen im Satz verschiebbar ist, und im Hauptsatz ins Vorfeld gestellt werden kann. Dieselben Einheiten können aber häufig auch im Satzinneren umgeordnet werden. In den obigen Beispielen sieht man, dass Umordnungen hinter einer Konjunktion vorgenommen wurden (aber nichts vor die Konjunktion gezogen werden kann). Dieser Fall von Wortstellungsfreiheit ist also ein Phänomen, das sich im Mittelfeld abspielt.
Der Verbzweitsatz unterscheidet sich vom Nebensatz nur dadurch, dass zusätzlich das Vorfeld besetzt wird und statt einer Konjunktion das finite Verb in der linken Klammer steht; in beiden Satztypen schließt sich hinter der linken Klammer (also hinter Konjunktion bzw. Finitum) das Mittelfeld an (siehe oben). Die oben gezeigten Umstellungsmöglichkeiten bestehen daher genauso im Inneren des Hauptsatzes (die nicht zum Mittelfeld gehörigen Satzteile sind wie oben wieder blau unterlegt):
| a.’ | Es haben          | Kinder gestern Nachbarn Stinkbomben in den Briefkasten     | geworfen. |
| b.’ | Es haben          | gestern Kinder Nachbarn Stinkbomben in den Briefkasten     | geworfen. |
| c.’ | Es haben          | dem Nachbarn gestern Kinder Stinkbomben in den Briefkasten | geworfen. |
| d.’ | Vermutlich würden | eine Stinkbombe nur Kinder dem Nachbarn in den Briefkasten | werfen.   |
|     | Vorfeld + LK      | Mittelfeld                                                 | RK        |

Die verschiedenen Abfolgen lösen wiederum verschiedene Betonungs- und Hervorhebungseffekte aus. Eine der Varianten wirkt dabei meist besonders neutral, im obigen Beispiel ist dies Satz a./a.’ mit der Abfolge „Subjekt – Dativobjekt – Akkusativobjekt – Richtungsadverbial.“ Eine solche Abfolge wird daher in vielen Sätzen als eine Grundreihenfolge angesehen, von der aber abgewichen werden kann.
Als Ursachen für das Abweichen sind in der Forschung zur deutschen Syntax eine ganze Reihe von Prinzipien diskutiert worden. Ein sehr wichtiges Prinzip ist z. B., dass eine Abfolge
- „bekannte Information vor neuer Information“

hergestellt wird. Sätze c./c.’ wirken z. B. natürlicher, sobald angenommen wird, dass vom Nachbarn gerade eben schon die Rede war, und Satz d. lässt sich praktisch nur noch unter der Voraussetzung akzeptieren, dass von einem Stinkbombenangriff bereits zuvor die Rede war (hier ist auch Betonung auf Stinkbombe sowie auf Kinder erforderlich, um den Satz akzeptabel zu machen). Weitere Einflüsse, die dem eben genannten Prinzip verwandt sind, lauten z. B.:
- (Schwach betonte) Pronomina stehen vor vollen Substantivgruppen
- Definite Substantivgruppen stehen vor indefiniten[28]

Insgesamt ergibt sich, dass die Wortstellung des Deutschen stark von Faktoren der Informationsstruktur (also z. B. bekannte/neue Information) bestimmt wird, und nicht allein (aber daneben doch auch) von grammatischen Funktionen wie z. B. Subjekt/Objekt. Da eine ganze Reihe von Einflussfaktoren existieren, die miteinander wechselwirken, ist die Deutung der Wortstellungsunterschiede und die Voraussage zulässiger, bzw. im Kontext akzeptabler, Wortstellungen, äußerst komplex. Hinzu kommt, dass die neutralst mögliche Grundreihenfolge meistens „Nominativ vor Dativ vor Akkusativ“ ist, bei manchen Verben aber andere Abfolgen als neutralste Grundreihenfolge erscheinen.
Die Unterscheidung zwischen neutral wirkenden Grundreihenfolgen und weniger neutralen lässt sich nicht nur in der relativen Abfolge von Nominativ/Dativ/Akkusativ nachweisen, sondern auch in der Abfolge verschiedener Arten von adverbialen Bestimmungen untereinander, sowie zwischen Objekten und Adverbialen.
Einige Einzelheiten zu solchen Abfolgeprinzipien finden sich in folgenden Artikeln:
- Zu Grundpositionen verschiedener Adverbiale: siehe Syntax der adverbialen Bestimmung
- Zu Verben, bei denen die Grundreihenfolge der Ergänzungen vom Schema „Nominativ < Akk./Dat.“ abweicht: Subjekt (Grammatik)#Subjekte, die nicht hierarchisch höchste Ergänzung des Verbs sind
- Zur Wortstellungsfreiheit im Mittelfeld und ihrer Behandlung in Syntaxtheorien siehe auch Scrambling (Linguistik)

## Syntax der Prädikatsbestandteile

### Bestandteile des zusammengesetzten Prädikats
Das Prädikat eines Satzes muss im Deutschen immer ein Verb enthalten, der Hauptsatz hierbei ein finites Verb. Weitere Prädikatsbestandteile können Verben in infiniten Formen sein, aber in gewissen Fällen auch Wörter anderer Kategorien. Dies sind zum einen verschiedene Wörter in festgefügten Verbindungen mit einem Verb, bei denen schwer zu entscheiden ist, ob sie mit dem Verb zusammen ein Wort bilden oder nicht, zum Beispiel:
- den Umständen [ Rechnung tragen ]
- darauf [ Rücksicht nehmen ]

Dass die Substantive hier Prädikatsteile sind, bedeutet, dass sie nicht benutzt werden, um selbst einen bestimmten Gegenstand zu bezeichnen (d. h., „zu referieren“); daher erlauben sie in den Beispielen auch keinen Zusatz eines Artikels.
Einen weiteren Fall nichtverbaler Prädikatsteile stellen resultative Adjektive dar.
Ferner gibt es sogenannte Kopulaverben, die ein Adjektiv und unter Umständen eine ganze Adjektivgruppe, oder andere Wortarten, als Ergänzung bei sich haben können. Die Zuordnung dieser Satzteile ist nicht eindeutig festgelegt: Entweder kann eine Adjektivgruppe wie im Beispiel unten als eigenes Satzglied (Prädikativum) fungieren, oder das Adjektiv kann in das Prädikat integriert sein, wie es durch die Klammerung in b) ausgedrückt wird:
a) [ [mit dem Ergebnis zufrieden] sein ]
b) [mit dem Ergebnis] [ zufrieden sein ]
Auch beim Zusammentreffen mehrerer Verben ist zu unterscheiden, ob ein zusammengesetztes Prädikat aus mehreren Verben gebildet wird, oder ob ein Verb im zu-Infinitiv einen eigenständigen Nebensatz bildet, der dann als ganzer eine Ergänzung des anderen Verbs ist. Infinitivische Nebensätze können nämlich auch im Satzinneren vor dem Hauptverb vorkommen (dies ist die sogenannte Inkohärente Konstruktion des Infinitivs, Beispiel b.):
a) dass er die Fenster [zu schließen versprochen hat]
(mehrteiliges Prädikat, Betonung auf schließen)
b) dass er [die Fenster zu schließen] ja doch versprochen hat
(nur versprochen hat als Prädikat, mit Nebensatz als Objekt; Betonung auf versprochen)
Gewisse Verben (wie versprechen) erlauben beide Konstruktionsmöglichkeiten, andere Verben nur genau eine von beiden.

### Reihenfolge der Verben
Bei mehrteiligen Prädikaten sind Verben im Infinitiv abhängig von anderen Verben, die diese Form verlangen (dies wird auch als Statusrektion bezeichnet). Wenn das Prädikat in Endstellung als ganzes zusammenbleibt, steht bei einem zweiteiligen Prädikat wie im folgenden Beispiel die abhängige Infinitivform immer direkt vor dem finiten Verb (Die Versetzung des finiten Verbs im Hauptsatz ist ein unabhängiger Prozess, und die Nebensatzreihenfolge stellt eine zugrundeliegende Form dar, die zuerst zu analysieren ist):
a) Der Hund will schlafen = dass der Hund schlafen will
b) dass der Hund zu schlafen scheint.
c) dass der Hund geschlafen hat.
Das Modalverb will verlangt (regiert) hier den bloßen Infinitiv (1. Status), das Verb scheinen regiert den zu-Infinitiv (2. Status, der hier keinen eigenen Nebensatz darstellt), und das Perfekt-Hilfsverb haben regiert die Partizipform (in dieser Konstruktion als 3. Status des Infinitivs).
Bei mehr als zwei Verben würde entsprechend erwartet, dass das letzte Verb das vorletzte regiert, und dieses seinerseits das davor stehende, die Abhängigkeiten verliefen demnach also immer von rechts nach links. Im Folgenden bezeichnen Nummern die Hierarchie der Verben wie folgt: 1 = Hauptverb, 2 = infinites Hilfsverb (regiert 1); 3 = finites Verb (regiert 2)
d) dass der Hund geschlafen zu haben scheint
| geschlafen        |   | zu haben             |   | scheint |
| 1                 | ← | 2                    | ← | 3       |
| 3. Status         |   | 2. Status            |   | finit   |
| regiert von haben |   | regiert von scheinen |   |         |

e) dass das Kind nicht schlafen wollen wird
| schlafen           |   | wollen           |   | wird  |
| 1                  | ← | 2                | ← | 3     |
| 1. Status          |   | 1. Status        |   | finit |
| regiert von wollen |   | regiert von wird |   |       |

Bei solchen Konstruktionen mit mehr als zwei Verben erlaubt das Deutsche jedoch auch, das hierarchisch höchste Verb an den Anfang des gesamten Prädikats zu stellen. Man bezeichnet diese Position als Oberfeld.
f) dass das Kind vermutlich nicht wird [ schlafen wollen -- ]
g) dass er sie nicht hat [fragen können --]
Das Oberfeld ist immer noch ein Teil des zusammengesetzten Prädikats und ist offensichtlich eine andere Position als die „lange“ Voranstellung im Verbzweitsatz (also die linke Satzklammer); vergleiche:
f’) Das Kind wird vermutlich nicht schlafen wollen
g’) Er hat sie nicht fragen können
Die Nutzung des Oberfelds kann in Konstruktionen mit Modalverben (wie wollen, können) die einzig korrekte Form sein. Wenn in einer Perfekt-Konstruktion ein Modalverb vom Oberfeld aus regiert wird, erscheint das Modalverb nicht in der Partizipform, sondern im sogenannten Ersatzinfinitiv – hierdurch erscheinen die Verben wollen, können oben in f)–g) in derselben Infinitivform, obwohl das Futur-werden und das Perfekt-haben sonst unterschiedliche Infinitivformen regieren würden. Eine Partizipform des Modalverbs („gekonnt“) wäre in g) stark ungrammatisch.
Bei der Oberfeldbildung kann auch mehr als ein Verb nach vorn gezogen werden. Die Rektionsrichtung im Oberfeld ist dann von links nach rechts, anders als bei der Verbendstellung in d)-e) oben. Die folgende Konstruktion zeigt ein Perfekt, das mit dem finiten Hilfsverb würde in den Konjunktiv gesetzt ist, das Finitum steht hierbei vor dem Perfekt, danach folgt der Rest des Verbkomplexes:
h) dass sie es würde haben bemerken müssen
| würde    |          | haben    |                  | bemerken         | müssen           |
| 4        | →        | 3        |                  | [1 ←             | 2 ←]             |
| Oberfeld | Oberfeld | Oberfeld | [rechte Klammer] | [rechte Klammer] | [rechte Klammer] |

(Für eine vollständigere Darstellung der Stellungsvariation mit noch weiteren Konstruktionsvarianten siehe z. B. Haider (2010), Kap. 7)

## Syntax der Attribute
Attribute sind Ergänzungen, die zusätzliche Angaben zu Nomen machen. Sie können links oder rechts vom Nomen stehen. Zu den verschiedenen Arten von Attributen zählen:
- Adjektivattribut: meist links vom Nomen (Der neue Laptop startet schnell.)
- Genitivattribut: meist rechts vom Nomen (Der Laptop des Professors startet schnell.)
- präpositionale Attribute: meist rechts vom Nomen, Wortgruppe mit Präposition am Anfang (Der Laptop mit dem großen Bildschirm startet schnell.)
- Relativsätze/Attributsätze: meist rechts von Nomen, eingeleitet mit der, die, das (Der Laptop, der einen großen Bildschirm hat, startet schnell.)
- Appositionen: meist rechts vom Nomen, Einschübe (Mein Laptop, der Krasse, startet super schnell.)

Attribute können bei der Umstellprobe nicht vertauscht werden. Sie bilden mit dem Nomen gemeinsam ein Satzglied. So können sie von adverbialen Bestimmungen unterschieden werden.

### Nominalphrase
Eine Nominalphrase (abgekürzt NP) oder Nominalgruppe bzw. Substantivgruppe ist eine Phrase (eine abgeschlossene syntaktische Einheit), deren Kern oder Kopf ein Nomen (im Sinne von Substantiv) ist. Andere Formen wie Pronomina oder Substantivierungen von Adjektiven bilden Nominalphrasen, sofern sie der Wortart nach ebenfalls als nominal (d. h. mit Kategoriemerkmal N) analysiert werden.

### Adjektivphrase
Adjektivphrase (Symbol AP) ist ein Begriff aus der Grammatik und bezeichnet eine Phrase, also eine abgeschlossene syntaktische Einheit, die aus einem Adjektiv und dessen Ergänzungen besteht, d. h. eine Phrase, deren Kopf ein Adjektiv ist. Aus systematischen Gründen werden in der Grammatiktheorie auch einzeln vorkommende Adjektive schon als Phrasen genommen, wenn sie in Form eines einzelnen Wortes als Satzglied oder Attribut dienen.

### Präpositionalphrase
Eine Präpositionalphrase, abgekürzt PP, auch Präpositionalgefüge oder Präpositionalgruppe genannt, ist in der Grammatik eine Phrase (abgeschlossene Wortgruppe), deren Kopf eine Präposition ist. Nach den Arten von Ergänzungen, die mit der Präposition auftreten, lassen sich drei Typen unterscheiden, wobei der erste Typ bei weitem der häufigste ist.

## Syntax komplexer Sätze

### Hauptsatzreihe (auch: HS-Reihe, Satzreihe)
Hauptsätze (HS) können zur Hauptsatzreihe (HS-Reihe, auch Satzreihe) verbunden werden (Nebenordnung; lateinisch Parataxe). Die Sätze einer Hauptsatzreihe sind gleichwertig, und jeder von ihnen könnte auch für sich allein stehen.

### Satzgefüge
Ein Satzgefüge ist ein komplexer Satz, der aus mindestens einem Hauptsatz und einem oder mehreren Nebensätzen gebildet wird. Wenn Nebensätze dem Hauptsatz direkt untergeordnet sind, handelt es sich um eine so genannte Hypotaxe, man nennt den Nebensatz dann auch Gliedsatz (des Hauptsatzes).

### Historische Grammatiken
- Valentin Ickelsamer: Teutsche Grammatica. Augsburg 1534.
- Johannes Clajus: Grammatica Germanicae Linguae. 1578.
- Justus Georg Schottel (Justus-Georgius Schottelius): Ausführliche Arbeit Von der Teutſchen HaubtSprache […] Braunschweig 1663 (Digitalisat).
- Johann Balthasar von Antesperg: Die Kayſerliche Deutſche Grammatick Oder Kunſt die deutſche Sprache recht zu reden, Und ohne Fehler zu ſchreiben […] Zweyte und verbeſſerte Edition […] 1749.
- Johann Christoph Gottsched: Vollständigere und Neuerläuterte Deutsche Sprachkunst – Nach den Mustern der besten Schriftsteller des vorigen und itzigen Jahrhunderts abgefasset und bey dieser fünften Auflage merklich verbessert. Leipzig 1762.
- Johann Christoph Adelung: Umständliches Lehrgebäude der Deutschen Sprache zur Erläuterung der Deutschen Sprachlehre für Schulen. Band 1. Leipzig 1782.
- Jacob Grimm: Deutsche Grammatik. 4 Bände (1819–1837). Dieterich, Göttingen.
- Friedrich Kauffmann: Deutsche Grammatik. Kurzgefaßte Laut- und Formenlehre des Gotischen, Alt-, Mittel- und Neuhochdeutschen. 5. Auflage. Marburg 1909.
- Wilhelm Wilmanns: Deutsche Grammatik, Gotisch, Alt-, Mittel- und Neuhochdeutsch. Straßburg 1906–1911.
- Otto Behaghel: Geschichte der deutschen Sprache. 5. Auflage. Berlin 1928.
- Otto Behaghel: Deutsche Syntax. 4 Bände. Heidelberg 1923 ff.
- Hermann Hirt: Geschichte der deutschen Sprache. 2. Auflage. München 1929.
- Hans Schulz: Abriß der deutschen Grammatik. 3. Auflage, bearbeitet von Friedrich Stroh. Berlin 1947.

### Moderne Grammatiken (Gesamtdarstellungen)
- Hennig Brinkmann: Die Deutsche Sprache. Gestalt und Leistung. 2. neubearb. u. erw. Auflage. Schwann, Düsseldorf 1971.
- Dudenredaktion (Hrsg.): Duden. Die Grammatik. 9. Auflage. Dudenverlag, Mannheim 2016, ISBN 978-3-411-04049-0.
- Peter Eisenberg: Grundriss der deutschen Grammatik. Band 1: Das Wort, Band 2: Der Satz. Metzler, Stuttgart 2006.
- Ulrich Engel: Deutsche Grammatik: Neubearbeitung. 2., durchgesehene Auflage. Iudicium Verlag, München 2009, ISBN 978-3-89129-914-2 (Erstausgabe:  Heidelberg  1988).
- Peter Gallmann, Horst Sitta: Deutsche Grammatik. nach neuer Rechtschreibung. 4. Auflage. Lehrmittelverlag des Kantons Zürich, Zürich 2004, ISBN 3-906718-54-9.
- Hans Glinz: Die innere Form des Deutschen – Eine neue deutsche Grammatik. Francke (Bibliotheca Germanica), Bern 1952.
- Karl Erich Heidolph, Walter Flämig, Wolfgang Motsch et al.: Grundzüge einer deutschen Grammatik. Akademie, Berlin 1981.
- Gerhard Helbig, Joachim Buscha: Deutsche Grammatik. Ein Handbuch für den Ausländerunterricht. 6. Auflage. Langenscheidt, Berlin 2007, ISBN 978-3-468-49493-2.
- Hans Jürgen Heringer: Lesen lehren lernen: Eine rezeptive Grammatik des Deutschen. Niemeyer, Tübingen 1988.
- Ludger Hoffmann: Deutsche Grammatik. Grundlagen für Lehrerausbildung, Schule, Deutsch als Zweitsprache und Deutsch als Fremdsprache. 4., neubearbeitete und erweiterte Auflage. Erich Schmidt, Berlin 2021, ISBN 978-3-503-17052-4.
- Günter Starke (mit Karl-Ernst Sommerfeldt): Einführung in die Grammatik der deutschen Gegenwartssprache. 3. Aufl. Niemeyer, Tübingen 1998, ISBN 3-484-73001-3.
- Hermann Paul: Deutsche Grammatik. 5 Bände. Niemeyer, Tübingen 1920.
- Harald Weinrich: Textgrammatik der deutschen Sprache. Duden, Mannheim 1993.
- Gisela Zifonun, Ludger Hoffmann, Bruno Strecker et al.: Grammatik der deutschen Sprache. 3 Bde. De Gruyter, Berlin/New York 1997, ISBN 3-11-014752-1.

### Wissenschaftliche Einzeluntersuchungen und Lehrbücher
- Hubert Haider: The Syntax of German (= Cambridge Syntax Guides). Cambridge University Press, Cambridge UK 2010.
- Jörg Meibauer et al.: Einführung in die germanistische Linguistik. 2. Auflage. J. B. Metzler, Stuttgart 2007.
- Karin Pittner, Judith Berman: Deutsche Syntax. Ein Arbeitsbuch. 4. Auflage. Narr, Tübingen 2010.
- Roland Schäfer: Einführung in die grammatische Beschreibung des Deutschen. 3. Auflage. Language Science Press, Berlin 2018, ISBN 978-3-96110-116-0 (Open-Access-Publikation).
- Wolfgang Sternefeld: Syntax. Eine morphologisch motivierte generative Beschreibung des Deutschen. 2 Bde. Stauffenburg, Tübingen 2007.
- Hagen Hirschmann: Modifikatoren im Deutschen – Ihre Klassifizierung und varietätenspezifische Verwendung. Stauffenburg, Tübingen 2015, ISBN 978-3-95809-540-3.

### Grammatikgeschichte
- Otto Behagel: Deutsche Syntax – Eine geschichtliche Darstellung. 4 Bände 1923–1932. Carl Winter’s Universitätsbuchhandlung, Heidelberg.
- Werner Besch et al. (Hrsg.): Sprachgeschichte: Ein Handbuch zur Geschichte der deutschen Sprache. De Gruyter, Berlin 1998, ISBN 3-11-011257-4.
- Andreas Gardt: Geschichte der Sprachwissenschaft in Deutschland. De Gruyter, Berlin 1999, ISBN 3-11-015788-8.
- Wilhelm Schmidt: Geschichte der deutschen Sprache. Ein Lehrbuch für das germanistische Studium. 10., verbesserte und erweiterte Auflage, erarbeitet unter der Leitung von Helmut Langner und Norbert Richard Wolf. S. Hirzel, Stuttgart 2007, ISBN 3-7776-1432-7.